# Egito
O Egito (AO 1945: Egipto) (em egípcio: Kṃt; em copta: Ⲭⲏⲙⲓ; romaniz.: Kīmi; em árabe: مصر, pronunciado: [mi̠sˤr], pronunciado em árabe egípcio: [mesˤɾ]; em árabe egípcio: مَصر; romaniz.: Maṣr, pronunciado: [mɑsˤɾ]), oficialmente República Árabe do Egito (em árabe: جمهورية مصر العربية; em árabe egípcio: Gomhoreyyet Maṣr el-ʿArabeyya), é um país localizado entre o nordeste da África e o sudoeste da Ásia, através da Península do Sinai. É um país mediterrâneo limitado pela Faixa de Gaza e Israel a nordeste, o Golfo de Ácaba e o Mar Vermelho a leste, o Sudão ao sul e a Líbia a oeste. Do outro lado do Golfo de Ácaba fica a Jordânia, do outro lado do Mar Vermelho, a Arábia Saudita e, do outro lado do Mediterrâneo, a Grécia, a Turquia e o Chipre, embora nenhum deles tenha uma fronteira terrestre com o Egito.
O país tem uma das mais longas histórias entre qualquer outra nação, traçando sua herança até o VI ou IV milênio a.C. Considerado um berço da civilização, o Egito Antigo viu alguns dos primeiros desenvolvimentos da escrita, agricultura, urbanização, religião organizada e governo central. Monumentos icônicos como a Necrópole de Gizé e sua Grande Esfinge, bem como as ruínas de Mênfis, Tebas, Carnaque e do Vale dos Reis, refletem este legado e continuam a ser um foco significativo de interesse científico, histórico e turístico. A longa e rica herança cultural do Egito é parte integrante de sua identidade nacional, que muitas vezes assimilou várias influências estrangeiras, como gregos, persas, romano, árabes, otomanos e núbios. O Egito foi um dos primeiros e importantes centros do cristianismo, mas foi amplamente islamizado no século VII e continua sendo um país predominantemente muçulmano, embora com uma significativa minoria cristã.
Do século XVI ao início do século XX, o Egito era governado por potências imperiais estrangeiras: o Império Otomano e o Império Britânico. O Egito moderno remonta a 1922, quando conquistou a independência nominal do domínio britânico através de uma monarquia. No entanto, a ocupação militar britânica do Egito continuou e muitos egípcios acreditavam que a monarquia era um instrumento do colonialismo britânico. Após a revolução de 1952, o Egito expulsou soldados e burocratas britânicos e acabou com a ocupação, nacionalizou o Canal de Suez, de propriedade britânica, exilou o rei Faruque e sua família e declarou-se uma república. Em 1958, fundiu-se com a Síria para formar a República Árabe Unida, que se dissolveu em 1961. Ao longo da segunda metade do século XX, o Egito suportou conflitos sociais e religiosos, além de instabilidade política, combatendo vários conflitos armados com Israel em 1948, 1956, 1967 e 1973, e ocupou a Faixa de Gaza intermitentemente até 1967. Em 1978, o Egito assinou os Acordos de Camp David, oficialmente se retirando da Faixa de Gaza e reconhecendo a existência de Israel. O país continua a enfrentar desafios, desde agitação política, incluindo a recente revolução de 2011 e suas consequências, até o terrorismo e o subdesenvolvimento econômico. O atual governo do Egito é uma república presidencial liderada pelo presidente Abdel Fattah el-Sisi, que tem sido descrito como autoritário.
O islão é a religião oficial do Egito e o árabe é sua língua oficial. Com mais de 95 milhões de habitantes, o Egito é o país mais populoso do Norte da África, do Oriente Médio e do mundo árabe, o terceiro mais populoso da África (depois da Nigéria e da Etiópia) e o 14.º mais populoso do mundo. A grande maioria do seu povo vive perto das margens do rio Nilo, uma área de cerca de 40 000 km2, onde a única terra arável disponível é encontrada. As grandes regiões do deserto do Saara, que constituem a maior parte do território do Egito, são escassamente habitadas. Cerca de metade dos habitantes vive em áreas urbanas, com a maioria espalhada pelos centros densamente povoados do Cairo, Alexandria e outras grandes cidades no delta do Nilo. O Estado soberano do Egito é um país transcontinental considerado uma potência regional no Norte da África, no Oriente Médio e no mundo muçulmano, e uma potência média em todo o mundo. A economia do Egito é uma das maiores e mais diversificadas do Oriente Médio e deve se tornar uma das maiores do mundo ao longo do século XXI. Em 2016, o Egito ultrapassou a África do Sul e se tornou a segunda maior economia da África (depois da Nigéria). O país é um dos membros fundadores das Nações Unidas, do Movimento Não Alinhado, da Liga Árabe, da União Africana e da Organização para a Cooperação Islâmica.

## Etimologia
| km | m | t · niwt |

| km | m | t · niwt |

| km | m | t · niwt |

| km | m | t · niwt |

Os egípcios usaram vários nomes para se referirem à sua terra. O mais comum era Quemete (Kṃt), "Terra Negra" ou "Terra Fértil", que se aplicava especificamente ao território nas margens do Nilo e que aludia à terra negra trazida pelo rio todo ano, e era diferente de Dexerete (dšṛt), "Terra Vermelha", que se referia aos desertos que circundavam o Nilo, onde os egípcios só penetravam para enterrar os seus mortos ou para explorarem pedras e metais preciosos. Também chamavam-o Taui ("as Duas Terras", ou seja, Alto e Baixo Egito), Tameri ("Terra Amada") ou Ta Netjeru ("Terra dos Deuses"); na Bíblia, é designado Misraim (em hebraico: מִצְרַיִם; romaniz.: Mizraim, literalmente "os dois estreitos (Alto e Baixo Egito)").
Quemete passou às formas kīmi e kīmə na fase copta da língua egípcia e aparece no grego primitivo como Χημία (Khēmía). Outro nome era t3-mry ("terra da ribeira"). Os nomes do Alto e do Baixo Egito eram Ta-Sheme'aw (t3-šmˁw), "terra da junça", e Ta-Mehew (t3 mḥw) "terra do norte", respectivamente. Os habitantes atuais do Egito dão o nome Misr ao país, uma palavra que em árabe pode também significar "país", "fortaleza" ou "acastelado". Segundo a tradição, Misr é o nome usado no Alcorão para designar o Egito, e o termo pode evocar as defesas naturais de que o país sempre dispôs. Outra teoria é que Misr deriva da antiga palavra Mizraim, que por sua vez deriva de md-r ou mdr, usada pelos locais para designar o seu país. A atual palavra em português "Egito" deriva do grego Aigyptos, que se acredita derivar por sua vez do egípcio Het-Ka-Ptah, "a mansão da alma de Ptá".

## História

### Pré-história

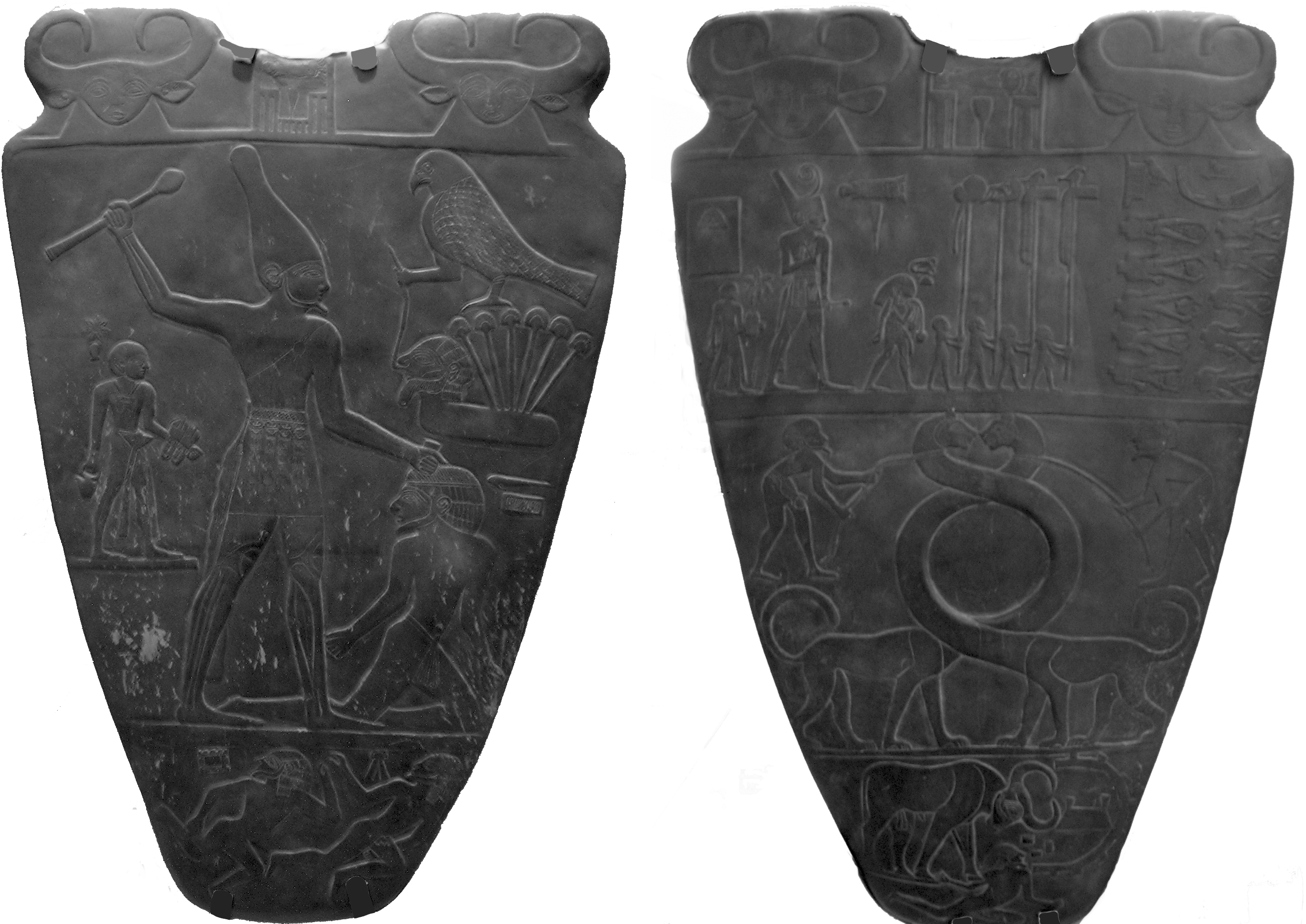
As duas faces da Paleta de Narmer

Os vestígios de ocupação humana no vale do Nilo desde o paleolítico assumem a forma de artefatos e petróglifos em formações rochosas ao longo do rio e nos oásis. No décimo milénio a.C., uma cultura de caçadores-coletores e de pescadores substituiu outra, de moagem de grãos. Em torno de 8 000 a.C., mudanças climáticas ou o abuso de pastagens começou a ressequir as terras pastoris do Egito, de modo a formar o Saara. Povos tribais migraram para o Vale do Nilo, onde desenvolveram uma economia agrícola sedentária e uma sociedade mais centralizada.
Por volta de 6 000 a.C., a agricultura organizada e a construção de grandes edifícios haviam surgido no Vale do Nilo. Durante o neolítico, diversas culturas pré-dinásticas desenvolveram-se de maneira independente no Alto e no Baixo Egito. A cultura de Badari e sua sucessora Nacada são consideradas as precursoras da civilização egípcia dinástica. O sítio mais antigo conhecido no Baixo Egito, Merinde, antecede os badarianos em cerca de setecentos anos. As comunidades do Baixo e do Alto Egito coexistiram por mais de 2 000 anos, mantendo-se como culturas separadas, mas com contatos comerciais frequentes. Os primeiros exemplos de inscrições hieroglíficas egípcias apareceram no período pré-dinástico, em artefatos de cerâmica de Nacada III datados de cerca de 3 200 a.C.

### Antiguidade

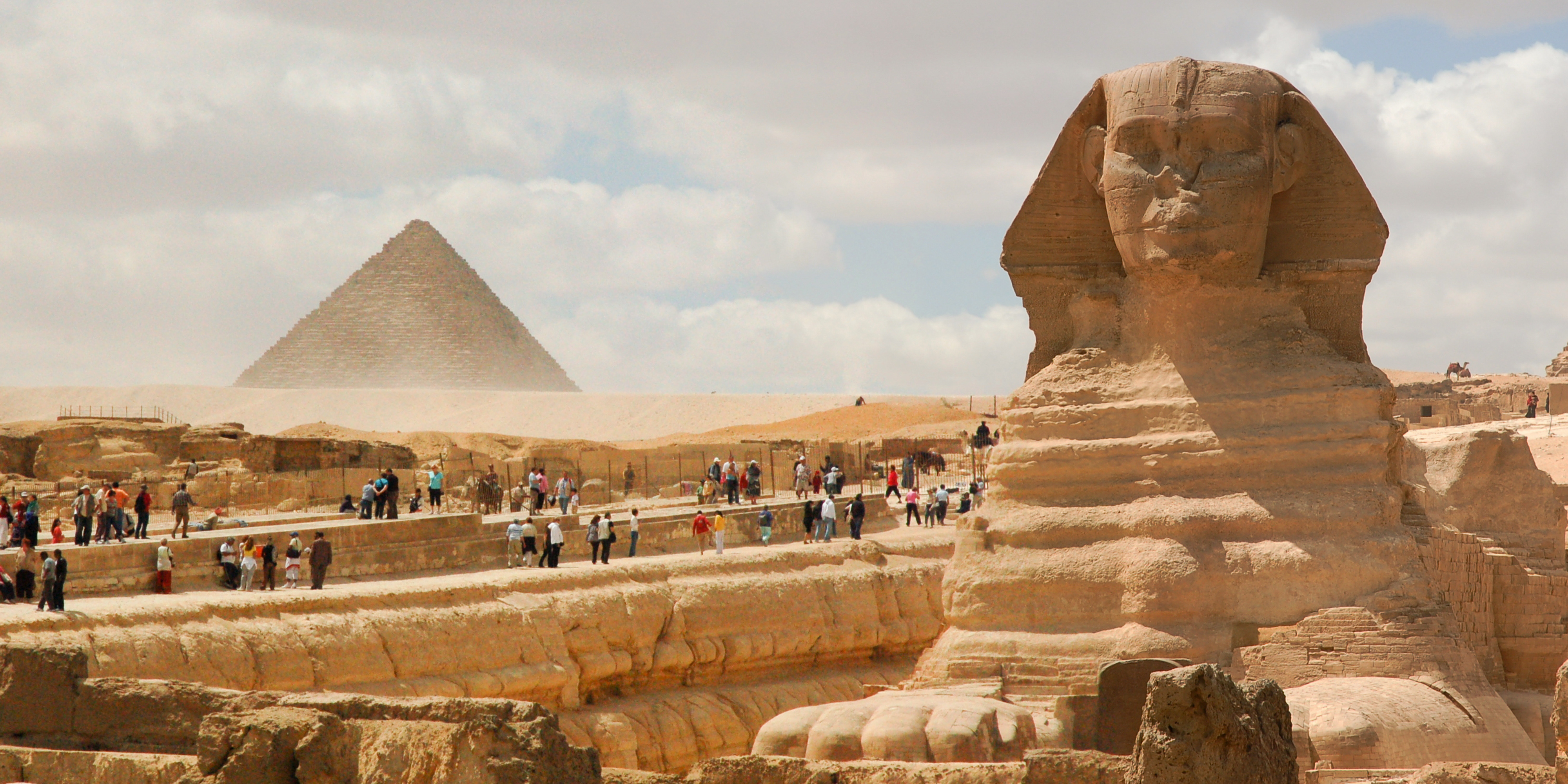
A Grande Esfinge com a Pirâmide de Miquerinos ao fundo, parte da Necrópole de Gizé, erguida durante o Império Antigo. Estes são alguns dos monumentos mais emblemáticos do Antigo Egito

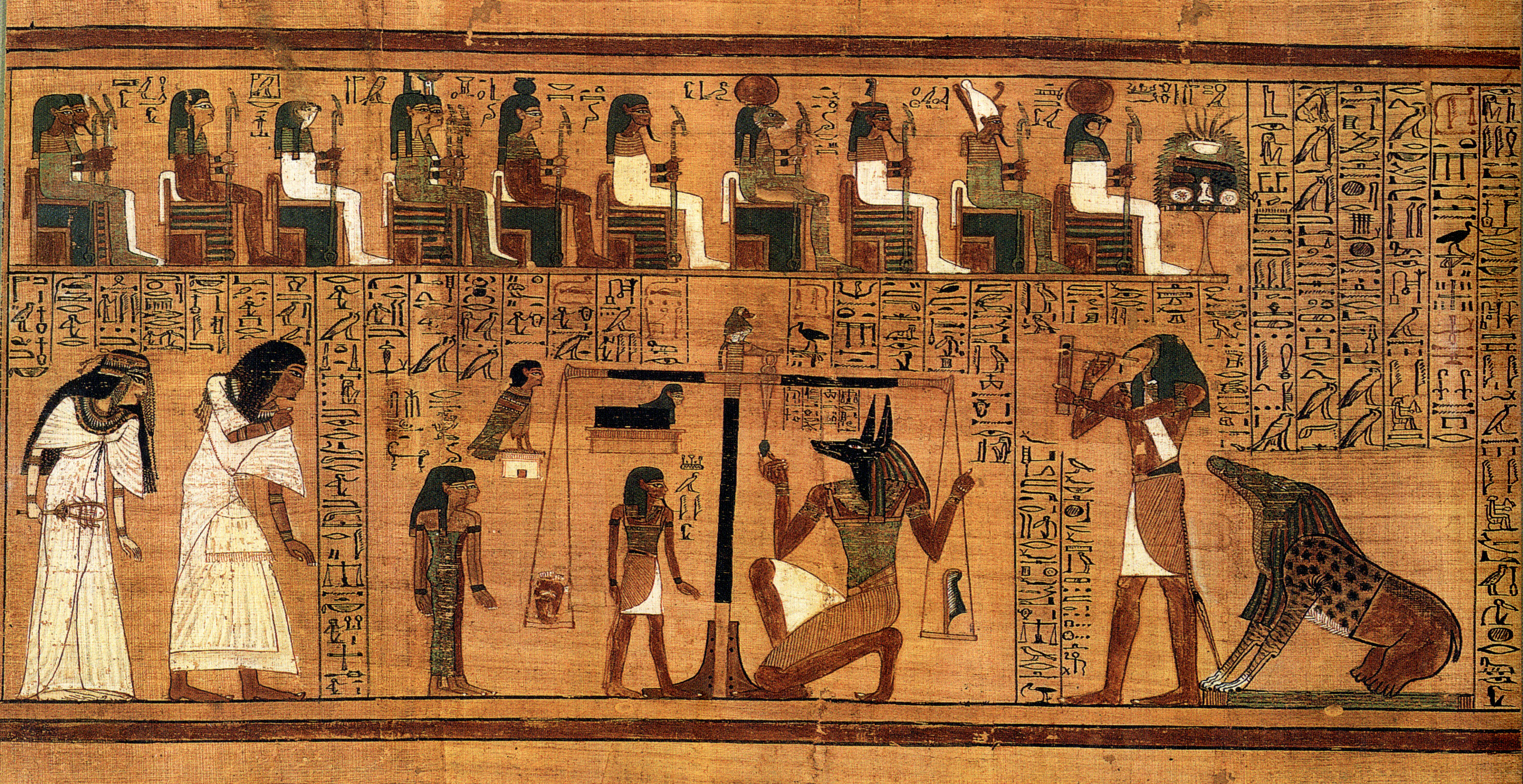
A pesagem do coração no Papiro de Ani, parte do Livro dos Mortos

Cerca de 3 100 a.C., o rei Menés (ou Narmer) fundou um reino unificado e estabeleceu a primeira de uma sequência de dinastias que governaria o Egito pelos três milênios seguintes. A cultura egípcia floresceu durante este longo período e manteve traços distintos na religião, arte, língua e costumes. Às duas primeiras dinastias do Egito unificado seguiram-se o período do Antigo Império (2686–2160 a.C.), famoso pelas pirâmides, em especial a Pirâmide de Djoser (III dinastia) e as pirâmides de Gizé (IV dinastia).
O Primeiro Período Intermediário foi uma época de distúrbios que durou cerca de 150 anos. Mas as cheias mais vigorosas do Nilo e a estabilização do governo trouxeram prosperidade ao país no Médio Império (2055–1650 a.C.), que atingiu o zênite durante o reinado do faraó Amenemés III. Um segundo período de desunião prenunciou a chegada da primeira dinastia estrangeira a governar o Egito, a dos hicsos. Estes invasores tomaram grande parte do Baixo Egito por volta de 1 650 a.C. e fundaram uma nova capital, em Aváris. Foram expulsos por uma força do Alto Egito chefiada por Amósis I, quem fundou a XVIII dinastia e transferiu a capital de Mênfis para Tebas.
O Reino Novo (1550–1069 a.C.) teve início com a XVIII dinastia e marcou a ascensão do Egito como potência internacional que, no seu auge, se expandiu para o sul até Jebel Barcal, na Núbia, e incluía partes do Levante, no leste. Alguns dos faraós mais conhecidos pertencem a este período, como Ramessés I, Ramessés II, Aquenáton e sua mulher Nefertiti, Tutancâmon e Ramessés III. A primeira expressão do henoteísmo é desta época, com o atonismo. O país foi posteriormente invadido por líbios, núbios e assírios, mas terminou por expulsá-los a todos. A XXX dinastia foi a última de origem nativa a governar o país durante a era dos faraós. O último faraó nativo, Nectanebo II, foi derrotado pelos persas aquemênidas em 343 a.C..

#### Domínio ptolomaico e romano
| |  | |
| Busto de Cleópatra, descendente de Ptolemeu I Sóter e última governante da dinastia ptolomaica a governar o Egito helenístico |  | Antínoo retratado como Osíris e usando o tradicional nemés. Os romanos reutilizaram as instituições locais para governar a província |

O Reino Ptolomaico foi um poderoso estado helenístico, que se estendia do sul da Síria, a leste, a Cirene, a oeste, e ao sul da fronteira com a Núbia. A cidade de Alexandria tornou-se a capital e o centro cultural e comercial do reino grego. Para obter o reconhecimento da população egípcia nativa, os governantes ptolomaicos chamavam a si mesmos de sucessores dos faraós. Os ptolomaicos assumiram as tradições egípcias, retratavam-se em monumentos públicos e vestiam-se ao estilo egípcio, além de participarem da vida religiosa local.
O último governante da dinastia ptolomaica foi Cleópatra, que cometeu suicídio após o enterro de seu amante romano Marco Antônio, que tinha morrido em seus braços (de uma facada auto-infligida), depois de Otaviano ter capturado Alexandria e suas forças de mercenários fugirem.
Os ptolomaicos enfrentaram rebeliões dos egípcios nativos, muitas vezes causadas por um regime indesejado, e se envolveram em guerras externas e civis que levaram à queda do reino e sua anexação pelo Império Romano. No entanto, a cultura helenística continuou a prosperar no Egito até a conquista muçulmana.
O cristianismo foi trazido ao Egito por São Marcos no século I. O reinado de Diocleciano (r. 284–305) marcou a transição entre os Impérios Romano e Bizantino no país, quando um grande número de cristãos foi perseguido. Naquela altura, o Novo Testamento foi traduzido para a língua egípcia. Após o Concílio de Calcedónia, em 451, uma Igreja Copta Egípcia foi firmemente estabelecida.

### Domínio bizantino, árabe e otomano

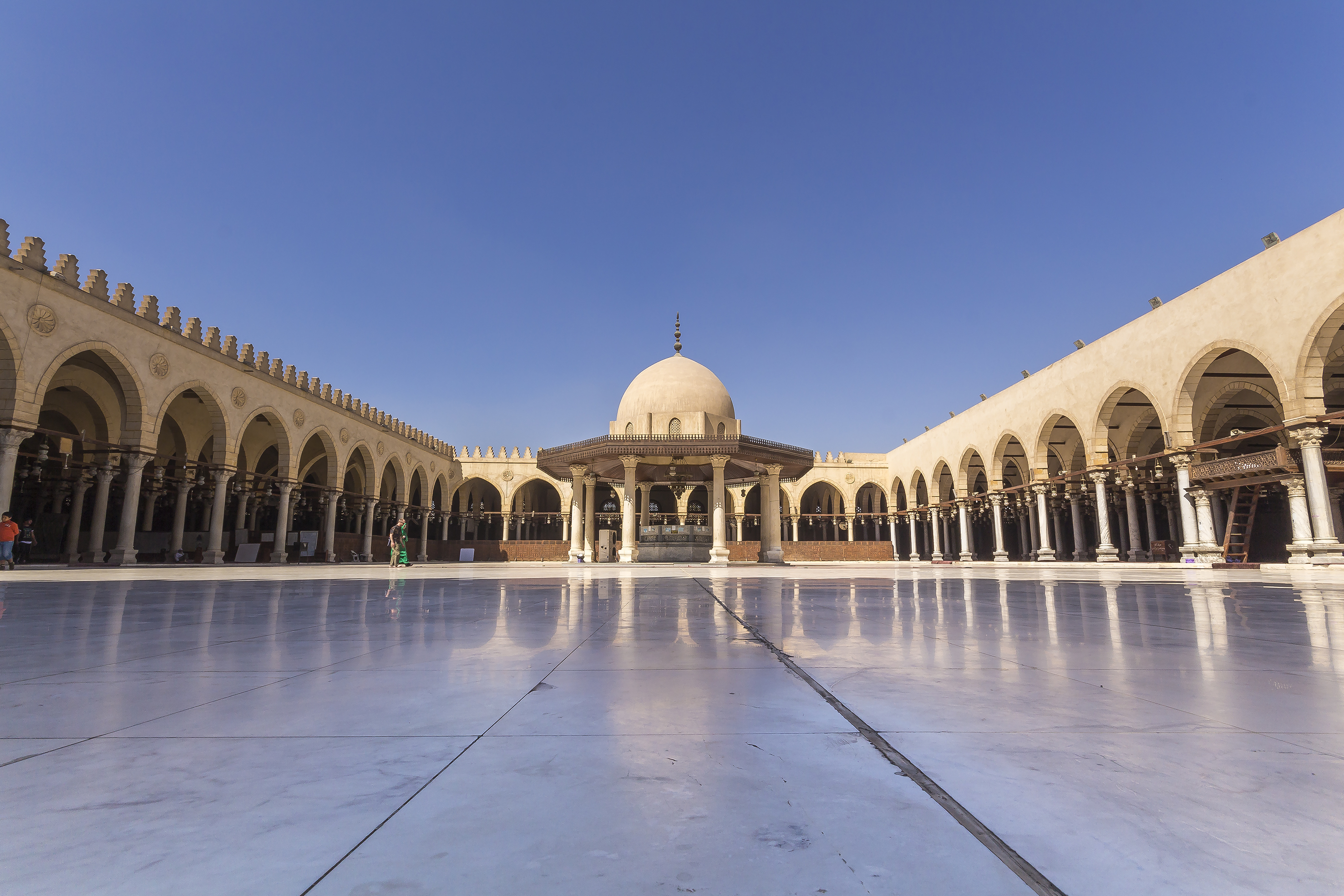
Mesquita de Anre, no Cairo, construída no ano 641, é considerada a mais antiga da África

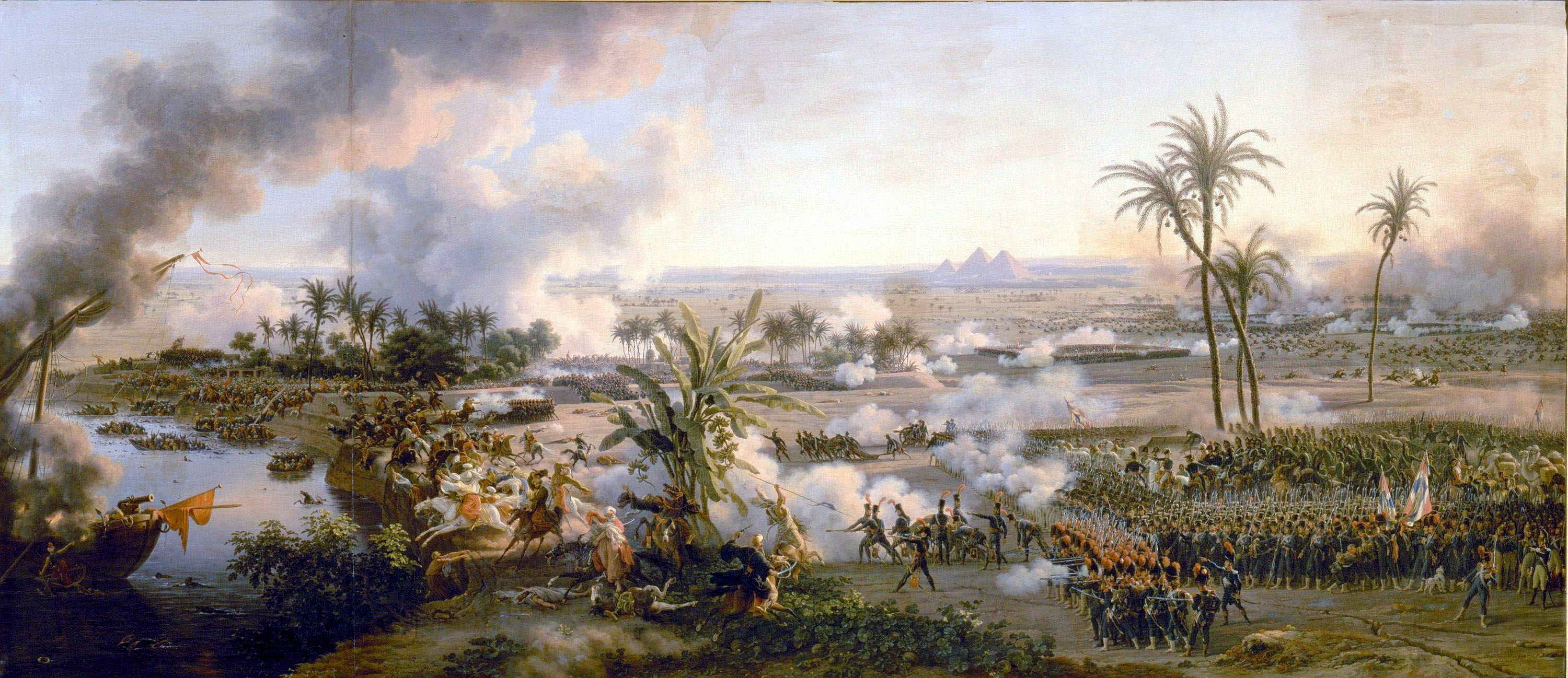
Batalha das Pirâmides, em 21 de julho de 1798

Os bizantinos recuperaram o controlo do país após uma breve invasão persa no início do século VII, mantendo-o até 639, quando o Egito foi tomado pelos árabes muçulmanos sunitas. Os egípcios começaram então a misturar a sua nova fé com crenças e práticas locais que sobreviveram através do cristianismo copta, o que deu origem a diversas ordens sufistas que existem até hoje.
Os governantes muçulmanos eram nomeados pelo Califado (Ortodoxo, Omíada e Abássida) e mantiveram o controle do país pelos seis séculos seguintes, inclusive durante o período em que o Egito foi a sede do Califado Fatímida. Com o fim do Império Aiúbida, a casta militar turco-circassiana dos mamelucos tomou o poder em 1250 e continuou a governar até mesmo após a conquista do Egito pelos turcos otomanos em 1517.
A breve invasão francesa do Egito em 1798, chefiada por Napoleão Bonaparte, resultou num grande impacto no país e em sua cultura. Os egípcios foram expostos aos princípios da Revolução Francesa e tiveram a oportunidade de exercitar o autogoverno. Após a retirada francesa seguiu-se uma série de guerras civis entre os turcos otomanos, os mamelucos e mercenários albaneses, até que Maomé Ali, de origem albanesa, tomou o controle do país e foi nomeado vice-rei do Egito pelos otomanos em 1805. Ali promoveu uma campanha de obras públicas modernizadoras, como projetos de irrigação e reformas agrícolas, bem como uma maior industrialização do país, tarefa continuada e ampliada por seu neto e sucessor, Ismail Paxá. A Assembleia dos Delegados foi fundada em 1866 com funções consultivas e veio a influenciar de maneira importante as decisões do governo.

### Domínio britânico

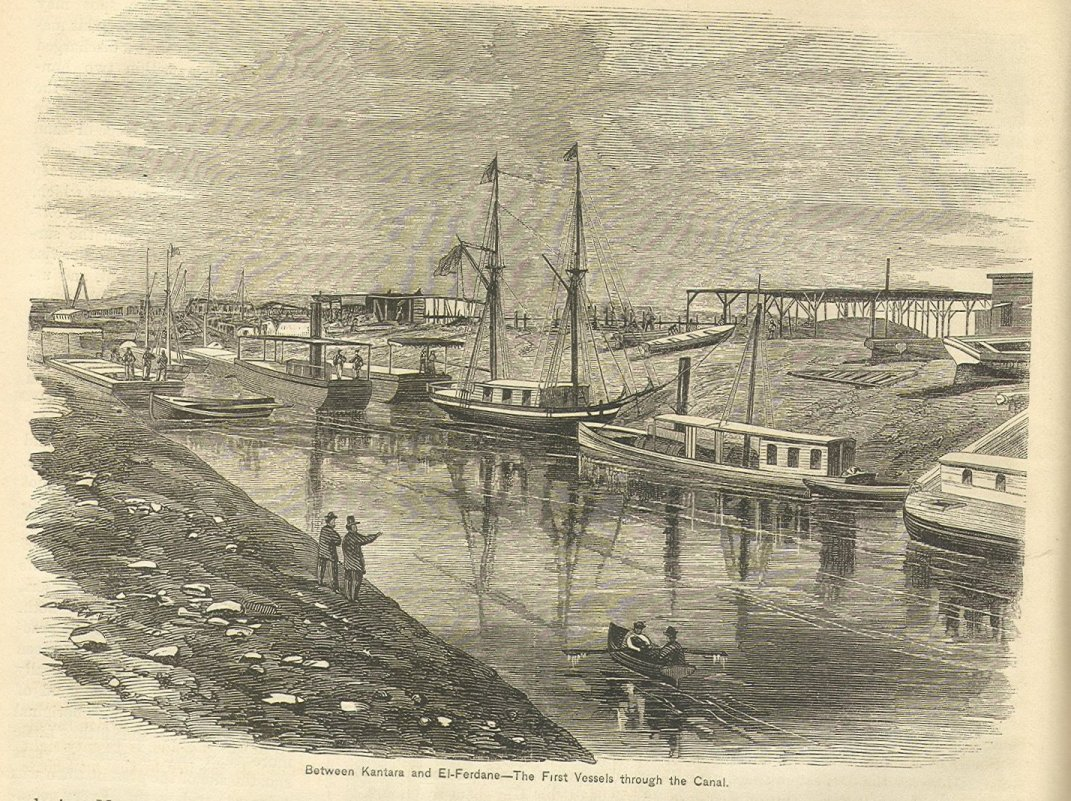
Gravura de 1869 mostrando os primeiros barcos que usaram o canal de Suez entre Kantara and El-Fedane

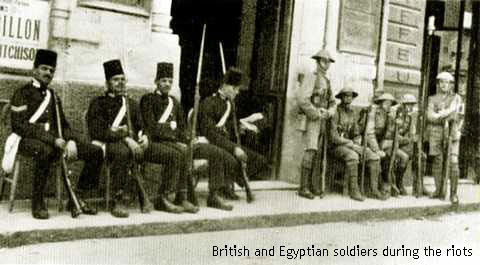
Soldados egípcios e britânicos durante os distúrbios de 1919

Embora vivenciasse um período de modernização, a má administração financeira do quediva Ismail Paxá e os enormes empréstimos contraídos com credores europeus — especialmente para a construção do Canal de Suez — deixaram o Egito à beira da falência e foi o pretexto ideal para as constantes ingerências dos governos do Reino Unido e da França no quedivato. Em 1879, pressionado interna e externamente, Ismael renunciou e seu filho, Teufique Paxá, assumiu o poder local. Em 1880, foi declarada a moratória nacional e, no ano seguinte, credores europeus assumiram a tutela do fisco e das finanças egípcias. A situação humilhante ampliou o descontentamento e a oposição ao regime de Teufique, e o desejo de se livrar da dominação estrangeira culminou na Revolução Urabista, liderada pelo coronel nacionalista Ahmed Urabi. A revolta foi esmagada em 1882 pelas forças britânicas, que intervieram a pedido do próprio quediva colaboracionista. Embora o Império Britânico tivesse prometido uma evacuação rápida das suas tropas, elas ainda permaneceriam por 72 anos no Egito. Mesmo que formalmente continuasse sob domínio do Império Otomano, quem mandava no quedivato eram os Altos Comissários Gerais britânicos, que por igual acumulavam a função protocolar de cônsules gerais do Império Britânico no Egito. A ocupação colonial britânica semeou o incipiente sentimento nacionalista egípcio, que viu no Incidente de Dinshaway, em maio de 1906, seu episódio mais emblemático.
Embora surgissem os primeiros partidos políticos locais, a colonização se consolidaria oficialmente em 1914, quando os britânicos derrubaram o quediva Abas II e declararam o Egito um protetorado militar. Huceine Camil, tio de Abas II, foi então nomeado sultão do Egito. Após a Primeira Guerra Mundial, Saad Zaghloul e o Partido Wafd lideraram o movimento nacionalista egípcio. Quando o Reino Unido ordenou o exílio de Zaghloul e seus correligionários para Malta em 1919, houve uma grande revolta popular, e as constantes rebeliões por todo o sultanato levaram Londres a conceder independência nominal ao Egito. Um sistema parlamentarista monárquico foi estabelecido e reconhecido pelos britânicos, na pessoa de Fuade I e promulgada uma nova constituição, embora o Reino Unido mantivesse a ocupação militar e controlasse as relações exteriores e as comunicações do país. De volta ao Egito, Saad Zaghloul foi eleito para o cargo de primeiro-ministro pelo voto popular, em 1924, mas renunciou no final desse ano. Novas eleições confirmaram outra vitória ao Wafd, mas o rei Fuade I determinou o encerramento do parlamento e, em 1930, outorgou uma nova constituição ao Egito, que reforçava o poder da monarquia. Em 1936, foi assinado o tratado anglo-egípcio, pelo qual o Reino Unido se comprometia a defender o Egito e recebia o direito de manter tropas no canal de Suez. A continuidade da ingerência britânica no país e o aumento do envolvimento do rei do Egito na política desencadeou a Revolução de 1952, quando o Movimento dos Oficiais Livres derrubou militarmente o reinado do rei Faruque, que abdicou em favor do seu filho Fuade II.

### República Árabe

#### Era Naguib

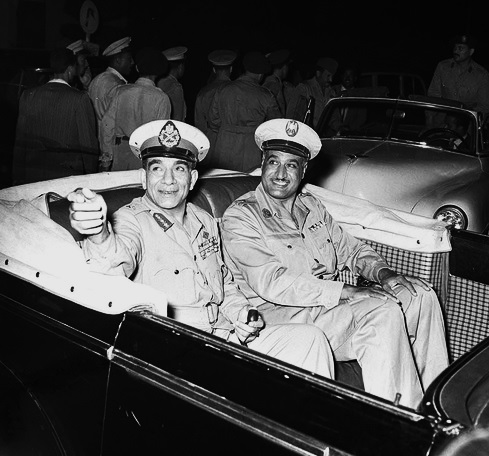
Os líderes da Revolução Egípcia de 1952, Muhammad Naguib (esquerda) e Gamal Abdel Nasser (direita) num Cadillac

Após a deposição de Faruque, a monarquia egípcia continuou existindo formalmente, com Fuade II no trono, embora a Junta Militar tenha esvaziado de todos os poderes. O monarca ficou no trono por 18 meses até a república ser proclamada em 18 de junho de 1953, com o general Muhammad Naguib — número 1 do Conselho do Comando Revolucionário — tornando-se o primeiro presidente do Egito moderno. Os oficiais tentaram iniciar os trabalhos em conjunto com os políticos do país, mas surgiram os primeiros conflitos entre os militares no poder. Naguib era contrário ao afastamento dos civis e à ascensão dos militares nos negócios do governo e alertava para o perigo de uma nova ditadura, uma vez que muitos dos responsáveis pela corrupção do governo anterior continuavam em seus postos. Então com 51 anos, o general era mais velho que Nasser e gozava de boa reputação entre os oficiais mais novos, principalmente por ter sido um crítico feroz no período pré-revolucionário, conseguiu afastar o rival do centro de decisões.
Em fevereiro de 1954, as tensões entre as correntes de Naguib e Nasser eclodiram um enfrentamento. Apoiado por oficiais revolucionários mais radicais, Gamal Nasser assumiu o controle do Estado. O presidente deposto tentou resistir, mas fracassou e foi condenado à prisão domiciliar perpétua. Comandado por Nasser, o Conselho de Comando da Revolução liderou o Egito entre novembro de 1954 e junho de 1956.

#### Era Nasser

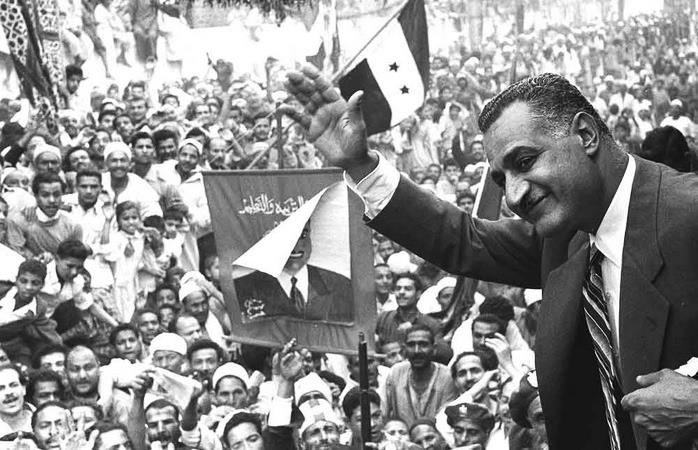
Nasser em Almançora, 1960

Em 23 de junho de 1956, Gamal Abdel Nasser assumiu oficialmente o poder como presidente do Egito, após um referendo sobre uma nova constituição e sobre a sua eleição presidencial. Com sua personalidade carismática que, junto às suas reformas sociais e econômicas bem-sucedidas, lhe proporcionaram grande apoio popular. Seu governo aboliu os partidos políticos, procedeu à reforma das estruturas agrárias, combateu o fundamentalismo islâmico e pôs em prática um processo de industrialização, do qual a construção a grande represa de Assuã era um dos projetos mais significativos. Para isso, nacionalizou o Canal de Suez, o que provocou uma grave crise internacional.
Apesar de se aproximar da União Soviética, Nasser incentivou uma política de solidariedade com outras nações africanas e asiáticas do Terceiro Mundo, afirmando-se como um dos principais líderes de movimentos não alinhados, pan-arabista e anti-imperialista. Objetivando um socialismo adaptado à especificidade árabe e um primeiro passo em direção à unificação do mundo árabe, apostou em uma associação com a Síria, entre 1958 e 1961, que deu origem à República Árabe Unida. Em 1967, liderou o Egito na Guerra dos Seis Dias contra Israel, no qual os israelitas tomaram dos egípcios a Península do Sinai e a Faixa de Gaza. Em setembro de 1970, o general morreu e foi sucedido por Anwar el Sadat.

#### Era Sadat

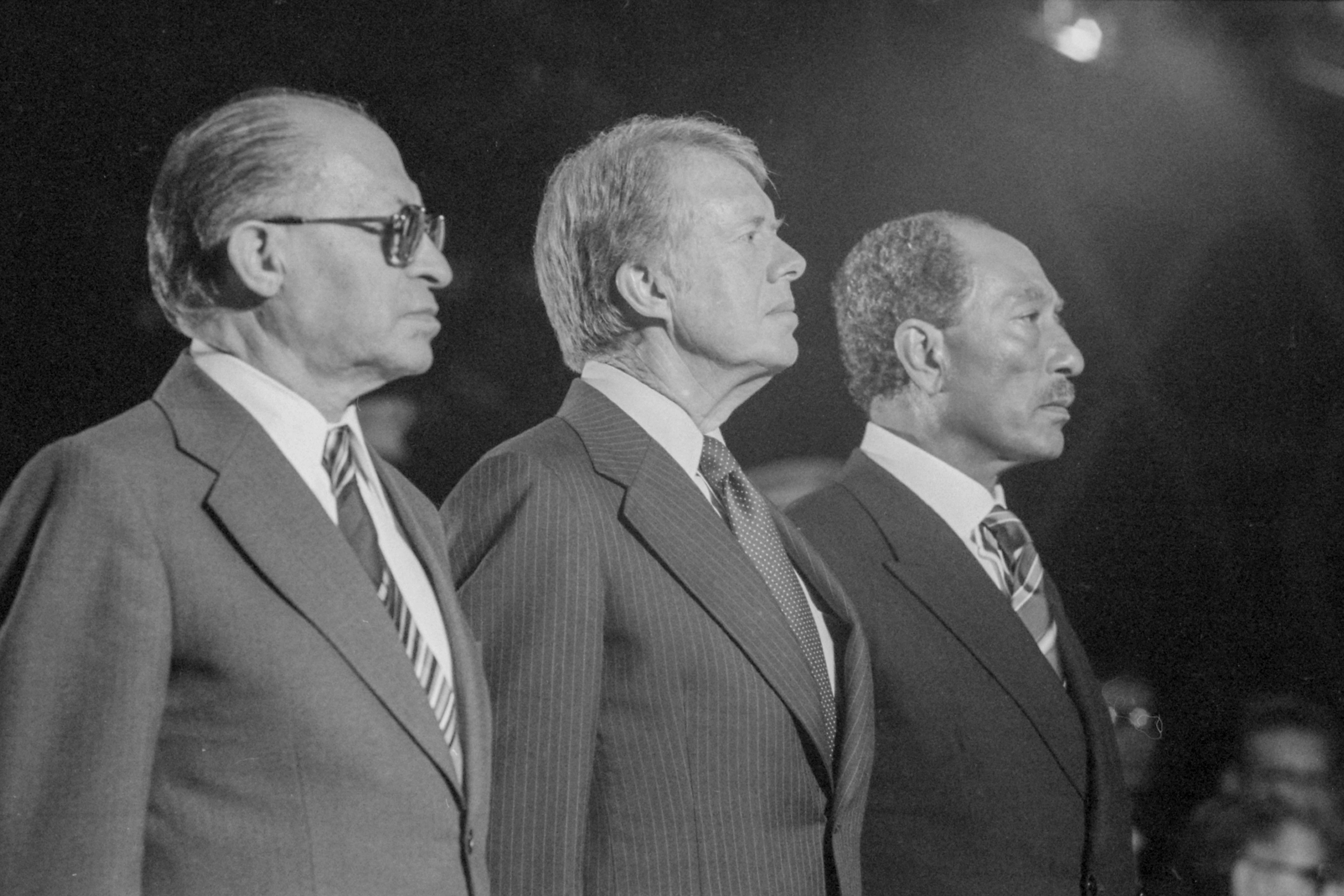
Begin, Carter e Sadat em Camp David

Sucedeu-o Anwar Al Sadat, que distanciou seu país da União Soviética e o aproximou dos Estados Unidos. Promoveu uma reforma econômica chamada "Infitá" e suprimiu de maneira violenta tanto a oposição política quanto a religiosa. Em 1973, aproveitando de um feriado religioso judaico, forças do Egito e da Síria atacaram de surpresa Israel, na chamada Guerra de Outubro (ou do Iom Quipur). Embora os israelenses tenham conservado em seu poder os territórios ocupados desde 1967, tanto o Egito quanto Israel consideravam-se vencedores do conflito de 19 dias. Em negociações secretas, Sadat buscava selar a paz com o governo israelense. Pressionado, o então premiê israelense Menachem Begin convidou o dirigente egípcio para uma visita surpresa a Jerusalém em novembro de 1977, um gesto que abriu definitivamente o caminho para os acordos de paz de Camp David, mediado pelo então presidente dos Estados Unidos Jimmy Carter. O tratado gerou a saída israelita da península do Sinai, em troca do Egito reconhecer o Estado de Israel. A iniciativa provocou enorme controvérsia no mundo árabe e provocou a expulsão do Egito da Liga Árabe. Sadat sequer chegou a ver completada a retirada das tropas israelenses do Sinai, pois foi assassinado em outubro de 1981 por fundamentalistas muçulmanos que o acusavam de "trair o mundo árabe com o acordo de paz". Israel devolveu o Sinai aos egípcios em 1982 e os dois estados estabeleceram relações diplomáticas.

#### Era Mubarak

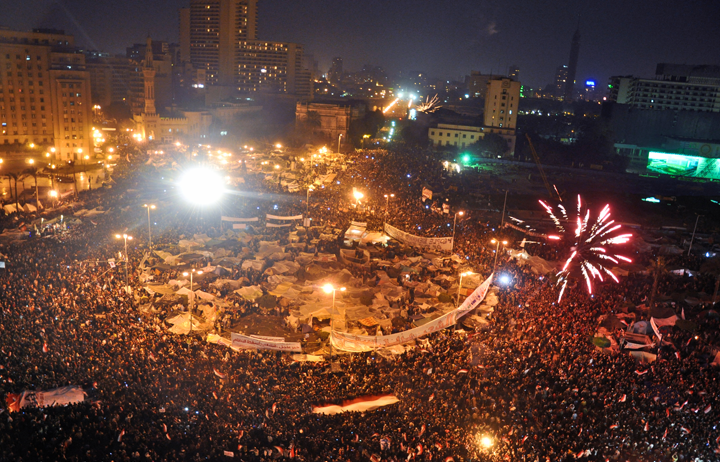
Centenas de milhares de pessoas celebram na Praça Tahrir, no Cairo, quando a renúncia de Hosni Mubarak é anunciada

Com o assassinato de Anwar Sadat, assumiu o comando do Egito o vice-presidente Hosni Mubarak em 14 de novembro de 1981. Mubarak havia se destacado na Força Aérea egípcia pelo seu desempenho na guerra de Iom Quipur. Em 1995, ele sobreviveu a uma tentativa de assassinato durante uma visita à Etiópia. Por quase 24 anos, sempre se reelegeu por via de referendo popular como candidato único. Essa situação perdurou até 2005, quando houve a primeira eleição sob seu regime disputada por diversos candidatos. Mesmo assim, o ditador saiu vitorioso.
Inspirados nas manifestações insurrecionais ocorridas na Tunísia, milhares de egípcios foram as ruas em diversas cidades no país no dia 25 de janeiro de 2011 e iniciaram uma onda de protestos pedindo a saída do ditador do poder. A Praça Tahrir, no Cairo, transformou-se em um dos principais palco dos protestos, com milhares de pessoas desafiando o toque de recolher imposto pelo regime. Em 11 de fevereiro, Mubarak renunciou à presidência e passou o poder ao Exército, encerrando três décadas de governo autocrático.

#### Era pós-Mubarak
Em 23 de junho de 2012, Mohamed Morsi, candidato da Irmandade Muçulmana, venceu o primeiro pleito presidencial pós-Mubarak, derrotando o opositor vinculado ao antigo ditador e se tornando o primeiro presidente civil eleito democraticamente no Egito. Mas seu governo foi marcado por muitas polêmicas com a oposição, que o acusou de impor uma nova Constituição sectária e forçar a "islamização" do Egito.

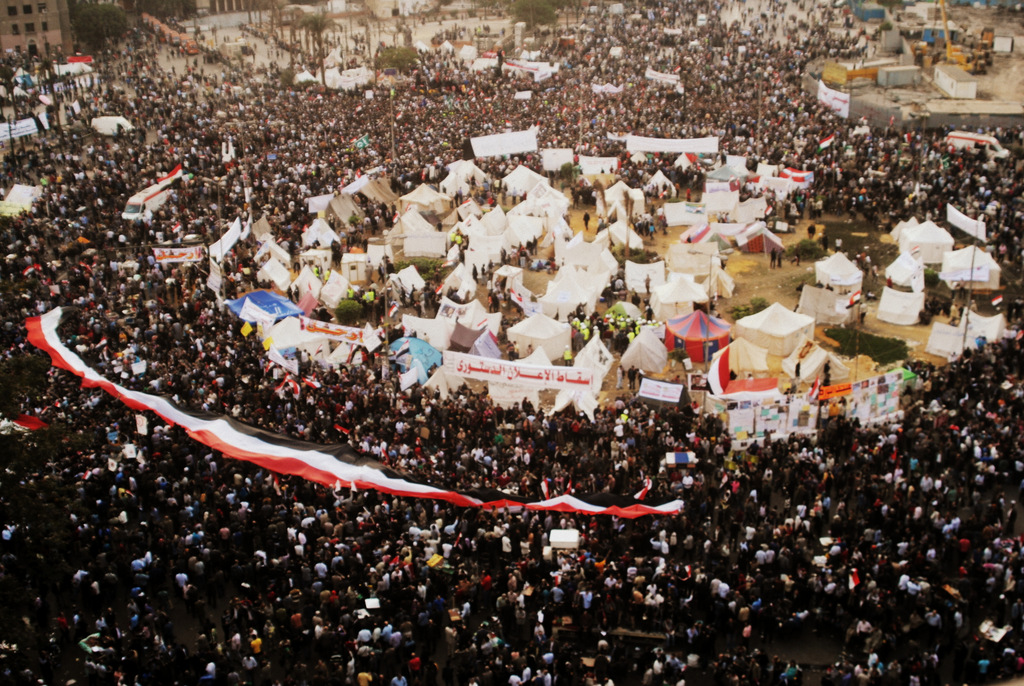
Protesto contra Mohamed Morsi no Cairo em 27 de novembro de 2012

Depois de novas manifestações pró-Morsi e anti-Morsi, no começo de julho, a oposição deu um ultimato de 24 horas a Morsi para que renunciasse, e o movimento Tamarod (rebelião, em árabe) pedia que o Exército tomasse uma posição clara "ao lado da vontade popular". Os militares estipularam 48h para a classe política entrar em acordo e, em 3 de julho, depuseram Mohamed Morsi e suspenderam a Constituição. Violentos protestos contra o golpe se seguiram e tomaram conta das principais cidades do país, incluindo a capital Cairo.
Em 4 de julho de 2013, Adly Mansour, um juiz egípcio de 68 anos de idade foi empossado como presidente interino do país sobre o novo governo após a remoção de Morsi do governo. Em 18 de janeiro de 2014, o governo interino institucionalizou uma nova constituição nacional, após um referendo em que 98,1% dos eleitores foram favoráveis. A participação foi baixa, com uma participação de apenas 38,6% dos eleitores registrados, embora este índice tenha sido maior do que os 33% que votaram em um referendo durante o mandato de Morsi.
Uma eleição presidencial ocorreu entre 26 e 28 de maio de 2014, com apenas dois candidatos, o ex-Ministro da Defesa egípcio Abdel Fattah el-Sisi e Hamdeen Sabahi, da Corrente Popular Egípcia. As eleições aconteceram quase um ano após os protestos de junho de 2013 que levaram el-Sisi a depor o então presidente Mohamed Morsi. Os números oficiais mostraram que cerca de 25,5 milhões de pessoas participaram das eleições, ou 47,5% dos eleitores registrados, sendo que el-Sisi venceu com 23,7 milhões de votos (96,91% do total), dez milhões de votos a mais que o ex-presidente Mohamed Morsi (que recebeu 13 milhões a mais que o seu adversário no segundo turno das eleições presidenciais egípcias de 2012).

## Geografia
Com uma área de 1 001 450 km2, o Egito é o 29.º maior do mundo. Entretanto, devido à aridez do clima do país, os centros urbanos estão concentrados ao longo do estreito vale do rio Nilo e no Delta do Nilo, razão pela qual 99% da população egípcia usam apenas 5,5% da área total.
As inundações do rio Nilo foram o fundamento da economia do país durante milênios. Tal fenômeno foi alterado pela construção da represa de Assuã, que apesar de controverso, e ter causado deslocamento massivo, trouxe benefícios para a agricultura, pois permitiu o cultivo de novas culturas como algodão e cana-de-açúcar, além de beneficiar as culturas tradicionais como trigo, arroz e milho, além disso a geração da energia hidrelétrica permitiu algum desenvolvimento industrial.
Devido à ausência de chuvas em quantidade relevante, a agricultura do Egito depende inteiramente da irrigação. A principal fonte de água de irrigação é o Nilo, cujo fluxo é controlado pela Represa de Assuã. Ela libera, em média, 55 bilhões * de km3 de água por ano, dos quais cerca de 46 bilhões de km3 são desviados para os canais de irrigação. No vale e no delta do Nilo, 13,7 milhões de fedãs (3 261 904 km2) de terra se beneficiam dessas águas de irrigação.

### Clima
A precipitação é baixa no Egito, excepto nos meses de inverno nas regiões mais a norte. Ao sul do Cairo, a precipitação média é de apenas cerca de 2–5 mm ao ano, em intervalos de muitos anos. Numa faixa estreita do litoral norte, chega a 410 mm.
O potencial aumento do nível do mar devido ao aquecimento global pode ameaçar a faixa costeira densamente povoada do Egito e ter graves consequências para a economia, a agricultura e a indústria do país. Combinado com as crescentes pressões demográficas, um aumento significativo no nível do mar poderia transformar milhões de egípcios em refugiados ambientais até o final do século XXI, de acordo com alguns especialistas em clima.

### Biodiversidade
O Egito assinou a Convenção sobre Diversidade Biológica em 9 de junho de 1992, no Rio de Janeiro, e tornou-se parte da convenção em 2 de junho de 1994. Posteriormente produziu uma Estratégia Nacional de Biodiversidade e um Plano de Ação, que foi recebido pela convenção em 31 de julho de 1998. Apesar de muitos Planos Nacionais de Estratégia e Ação da Biodiversidade da CBD negligenciarem os reinos biológicos além dos animais e plantas, o plano do Egito era incomum ao fornecer informações equilibradas sobre todas as formas de vida.
O plano afirmava que os seguintes números de espécies de diferentes grupos haviam sido registrados no Egito: algas (1 583 espécies), animais (cerca de 15 000 espécies, das quais mais de 10 000 eram insetos), fungos (mais de 627 espécies), monera (319 espécies), plantas (2 426 espécies), protozoários (371 espécies). Para alguns grupos principais, por exemplo fungos que formam líquenes e vermes nematóides, os dados são eram conhecidos.
Além de grupos pequenos e bem estudados, como anfíbios, aves, peixes, mamíferos e répteis, muitos desses números provavelmente aumentarão à medida que outras espécies forem registradas no país. Para os fungos, incluindo espécies formadoras de líquen, por exemplo, trabalhos posteriores mostraram que mais de 2 200 espécies foram registradas no Egito e o número final de todos os fungos que realmente ocorrem no país deve ser muito maior. Para as gramíneas, 284 espécies nativas e naturalizadas foram identificadas e registradas no Egito.

## Demografia
|                                                                                  |  | |
| Mapa indicado a densidade populacional no país (pessoas por quilômetro quadrado) |  | Egito à noite visto da Estação Espacial Internacional. É possível ver a concentração de cidades ao longo do rio Nilo |

O Egito é o país mais populoso do Oriente Médio, o terceiro mais populoso do continente africano e o 14.º mais populoso do mundo, com cerca de 110 milhões de habitantes em 2023. Sua população cresceu rapidamente de 1970 a 2010 devido aos avanços da medicina e aumentos na produtividade agrícola possibilitados pela Revolução Verde. A população do Egito foi estimada em 3 milhões quando Napoleão invadiu o país em 1798.
O povo do Egito é altamente urbanizado, concentrando-se ao longo do rio Nilo (principalmente Cairo e Alexandria), no Delta e perto do Canal de Suez. Os egípcios dividem-se demograficamente entre aqueles que vivem nos principais centros urbanos e os fellahin, ou agricultores, que residem em aldeias rurais. A área total habitada constitui apenas uma pequena porção de terras aráveis no território desértico do país, o que coloca a densidade fisiológica em cerca de 2 600 hab./km2, número 30 vezes maior que o da densidade demográfica egípcia.
Apesar de a emigração ter sido restringida sob Nasser, milhares de profissionais egípcios foram despachados para o exterior no contexto da Guerra Fria Árabe. A emigração egípcia foi liberalizada em 1971, sob o comando do presidente Sadat, atingindo números recordes após a crise do petróleo de 1973. Estima-se que 2,7 milhões de egípcios vivam no exterior. Aproximadamente 70% dos imigrantes egípcios vivem em países árabes (923 600 na Arábia Saudita, 332 600 na Líbia, 226 850 na Jordânia, 190 550 no Cuaite e os demais em outras partes da região) e os 30% restantes residem principalmente na Europa e na América do Norte (318 000 em nos Estados Unidos, 110 000 no Canadá e 90 000 na Itália). O processo de emigração para estados não árabes está em andamento desde a década de 1950.

### Composição étnica

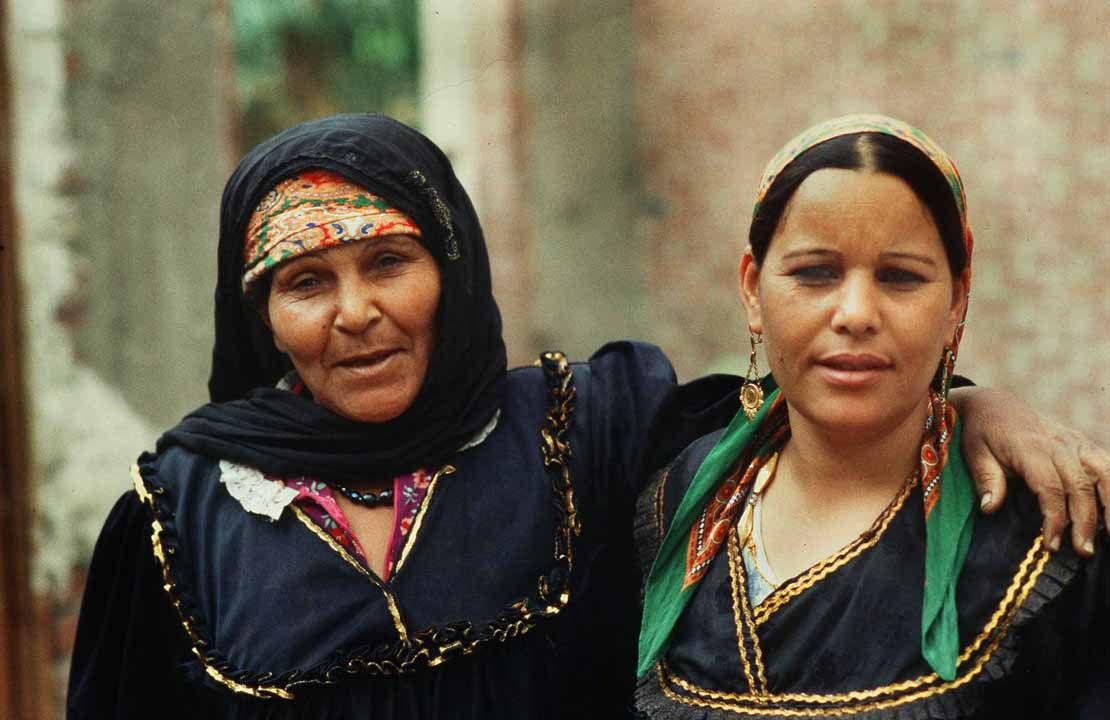
Duas mulheres egípcias com roupas tradicionais

Os egípcios étnicos são, de longe, o maior grupo do país, constituindo 91% da população total. As minorias incluem as abazas, os turcos, os gregos, as tribos beduínas árabes que vivem nos desertos orientais e na Península do Sinai, os siuis de língua berbere (amazigue) do Oásis de Siuá e as comunidades núbias agrupadas ao longo do Nilo. Há também comunidades tribais de Beja concentradas no canto mais a sudeste do país, e um número de clãs Dom principalmente no Delta do Nilo e Faium que estão progressivamente se tornando assimilados à medida que a urbanização aumenta".
Cerca de 5 milhões de imigrantes vivem no Egito, a maioria sudanesa, "alguns dos quais vivem no Egito há gerações". Um pequeno número de imigrantes vem do Iraque, Etiópia, Somália, Sudão do Sul e Eritreia. O Alto Comissariado das Nações Unidas para os Refugiados estimou que o número total de "pessoas em perigo" (refugiados, requerentes de asilo e pessoas apátridas) era de cerca de 250 000. Em 2015, o número de refugiados sírios registrados no Egito foi de 117 000, um decréscimo em relação ao ano anterior. O governo egípcio alega que meio milhão de refugiados sírios que vivem no Egito são considerados exagerados. Há 28 000 refugiados sudaneses registrados no Egito.
As outrora vibrantes e antigas comunidades gregas e judaicas no Egito quase desapareceram, com apenas um pequeno número permanecendo no país, mas muitos judeus egípcios visitam em ocasiões religiosas ou outras e turismo.

### Línguas

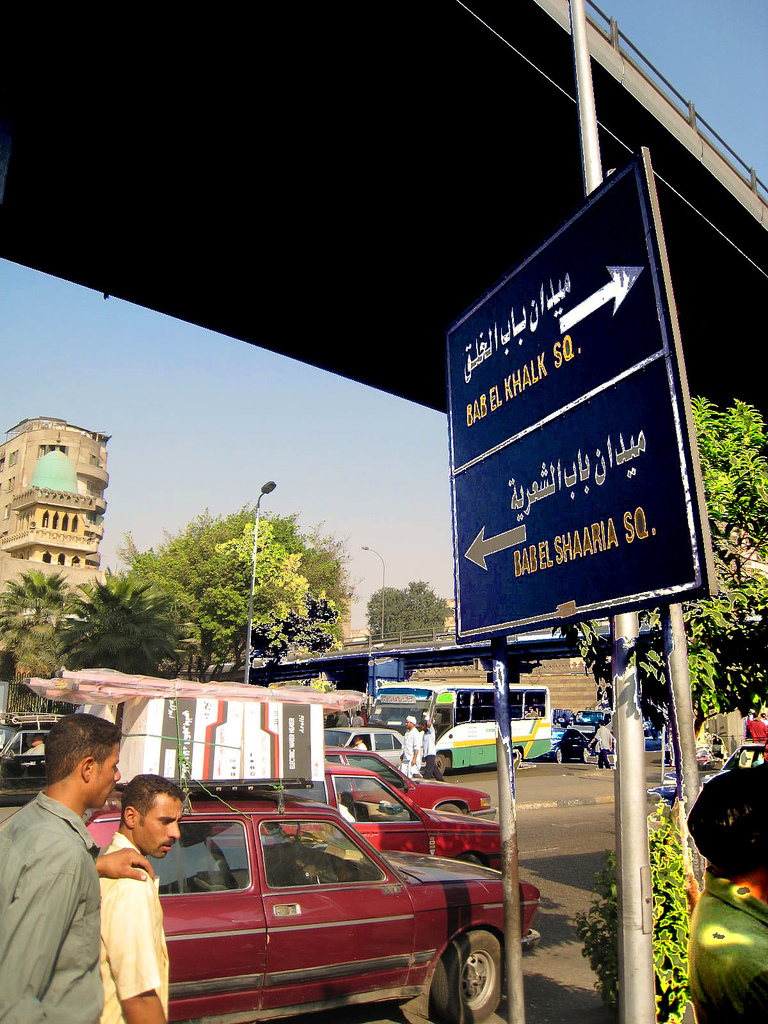
Placa bilíngue em árabe e inglês no Cairo

A língua oficial da República é o árabe. As línguas mais faladas são: árabe egípcio (68%), árabe saidi (29%), árabe bedaui (1,6%), árabe sudanês (0,6%), domari (0,3%), nobiin (0,3%), beja (0,1%), siui e outros. Além disso, línguas grega, armênia e italiana e, mais recentemente, subsaarianas como amárico e tigrínio são as principais línguas dos imigrantes.
As principais línguas estrangeiras ensinadas nas escolas, por ordem de popularidade, são o inglês, o francês, o alemão e o italiano. Historicamente se falava egípcio, cuja última etapa é o egípcio copta. O copta falado foi na maior parte extinto ao longo do século XVII, mas pode ter sobrevivido em bolsos isolados no Alto Egito até o século XIX. Ele permanece em uso como a linguagem litúrgica da Igreja Ortodoxa Copta de Alexandria.

### Religião
O Egito reconhece apenas três religiões: islamismo, cristianismo e judaísmo. Outras religiões e seitas muçulmanas minoritárias praticadas por egípcios, como a comunidade bahá'í e ahmadi, não são reconhecidas pelo Estado e enfrentam perseguição por parte do governo, que rotula esses grupos de "ameaça" à segurança nacional. O Egito é um país predominantemente muçulmano sunita, com o islamismo como religião oficial. A porcentagem de adeptos de várias religiões é um tema controverso no Egito. Estima-se que 85–90% são identificados como muçulmanos, 10–15% como cristãos coptas e 1% como outras denominações cristãs, embora sem um censo os números não possam ser conhecidos. Outras estimativas colocam a população cristã entre 15 e 20%. Muçulmanos não confessionais formam cerca de 12% da população.
|                                                     |  |                        |
| Catedral Ortodoxa Copta de São Marcos em Alexandria |  | Mesquita Anur no Cairo |

O Egito era um país cristão antes do século VII e, depois que o Islã chegou, o país foi gradativamente sendo islamizado num país de maioria muçulmana. O Egito tornar-se-ia centro de política e cultura no mundo muçulmano. Com Gamal Abdel Nasser, o país experimentou um regime nacionalista, mas secular, enquanto sob o sucessor deste, Anwar Sadat, o Islã tornou-se a religião oficial do Estado e a Xaria a principal fonte de direito. Estima-se que 15 milhões de egípcios sigam as ordens sufistas nativas, mas líderes religiosos afirmam que os números são muito maiores, já que muitos sufistas egípcios não estão oficialmente registrados em uma ordem. Pelo menos 305 pessoas foram mortas durante um ataque em novembro de 2017 contra uma mesquita sufista no Sinai.
Há também uma minoria xiita. O Centro de Assuntos Públicos de Jerusalém estima a população xiita em 1–2,2 milhões e pode chegar a até 3 milhões de pessoas. A população ahmadiyya é estimada em menos de 50 000, enquanto a população salafita (ultraconservadora) é estimada em cinco a seis milhões. O Cairo é famoso por seus numerosos minaretes de mesquitas e foi apelidado como "A Cidade dos 1000 Minaretes".
Da população cristã no Egito, mais de 90% pertencem à Igreja Ortodoxa Copta de Alexandria, uma Igreja Cristã Ortodoxa Oriental. Outros cristãos egípcios nativos são adeptos da Igreja Católica Copta, da Igreja Evangélica do Egito e de várias outras denominações protestantes. As comunidades cristãs não nativas são largamente encontradas nas regiões urbanas do Cairo e Alexandria, como os sírio-libaneses, que pertencem às denominações católica grega, ortodoxa grega e católica maronita.

## Governo e política

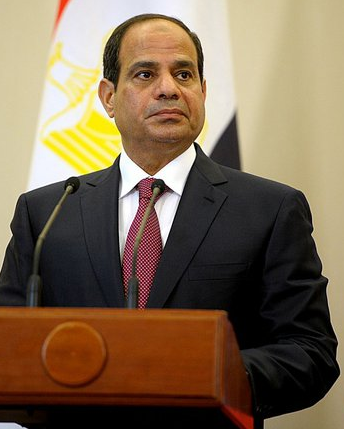
Abdul Fatah Khalil Al-Sisi, o atual presidente do país

O Egito tem a mais antiga tradição parlamentar contínua no mundo árabe. Sua primeira assembleia popular foi criada em 1866. Foi licenciado pela ocupação britânica de 1882 — a potência ocupante permitiu apenas a existência de órgão consultivo. O nacionalismo egípcio antecedeu o seu homólogo árabe em muitas décadas, tendo raízes no século XIX, tornando-se o modo dominante de expressão de ativistas e intelectuais anticoloniais egípcios até o início do século XX. Em 1923, no entanto, após a libertação colonial do país, uma nova constituição previa uma monarquia parlamentar.
O Egito é uma república desde 18 de junho de 1953. A Câmara dos Deputados, cujos membros são eleitos para mandatos de cinco anos, é a sede do poder legislativo. Eleições foram realizadas pela última vez entre novembro de 2011 e janeiro de 2012 e posteriormente dissolvidas. A próxima eleição parlamentar foi anunciada para ser realizada dentro de 6 meses após a ratificação da constituição em 18 de janeiro de 2014 e foi realizada em duas fases, de 17 de outubro a 2 de dezembro de 2015.
Após a revolução Egípcia de 2011, durante o período da "Primavera Árabe", o governo de décadas do ditador Hosni Mubarak chegou ao fim e Mohamed Morsi tornou-se o primeiro chefe de Estado eleito democraticamente no país. No entanto, em 3 de julho de 2013, milhões de manifestantes saíram às ruas contra Morsi e formaram um dos maiores protestos da história do mundo. O general Abdul Fatah Khalil Al-Sisi, deu um golpe de Estado, suspendeu a Constituição e assumiu, frente aos militares, o comando do país. Uma "comissão", de 50 membros, foi formada para modificar a Constituição egípcia, que foi publicada mais tarde para votação pública e foi adotada oficialmente em 18 de janeiro de 2014. Em 2020, a Freedom House classificou o Egito como um país "não livre".

### Lei

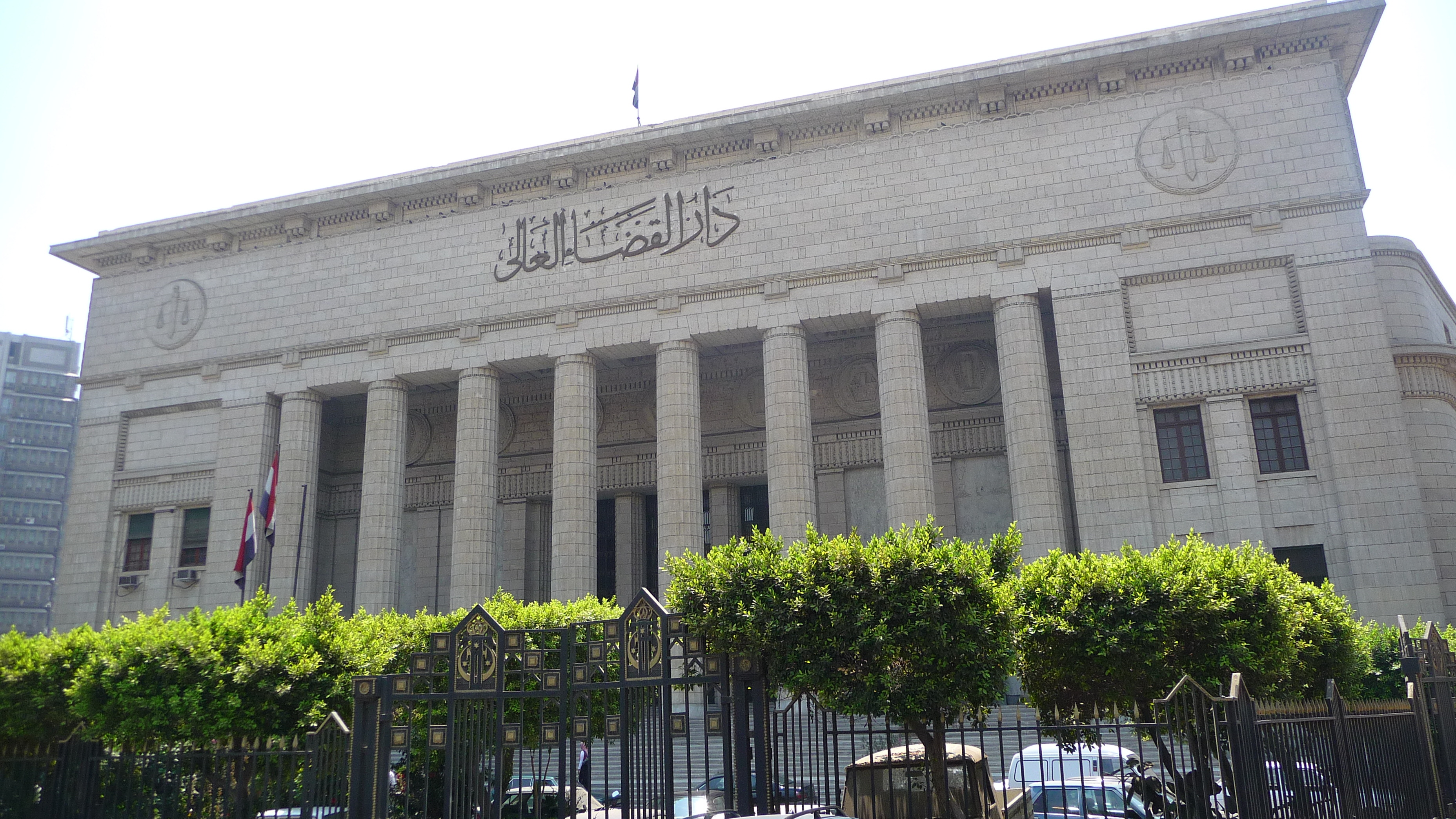
Supremo Tribunal de Justiça do Egito

O sistema legal é baseado em leis islâmicas e civis (particularmente códigos napoleônicos); e revisão judicial por um Supremo Tribunal, que aceita a jurisdição obrigatória do Tribunal Internacional de Justiça apenas com reservas.
A jurisprudência islâmica é a principal fonte de legislação. Os tribunais e cádis da Xaria são geridos e licenciados pelo Ministério da Justiça. A lei de estatuto pessoal que regulamenta assuntos como casamento, divórcio e custódia de crianças também é governada pela Xaria. Em um tribunal de família, o testemunho de uma mulher vale metade do testemunho de um homem. Em 26 de dezembro de 2012, a Irmandade Muçulmana tentou institucionalizar uma nova constituição controversa. Ela foi aprovada pelo público em um referendo realizado de 15 a 22 de dezembro de 2012 com 64% de apoio, mas com apenas 33% de participação do eleitorado.
O código penal é único, pois contém uma "lei anti-blasfêmia". O sistema judicial atual permite a pena de morte, inclusive contra um indivíduo ausente julgado à revelia. Vários estadunidenses e canadenses foram condenados à morte em 2012. Em 18 de janeiro de 2014, o governo interino institucionalizou com sucesso uma constituição mais secular. O presidente é eleito para um mandato de quatro anos e pode servir por dois mandatos. O parlamento pode fazer um impeachment contra o presidente. Sob a constituição, há uma garantia de igualdade de gênero e absoluta liberdade de pensamento, sem tradução na vida real. Os militares mantiveram a capacidade de nomear o ministro da Defesa nacional para os dois próximos mandatos presidenciais desde que a constituição entrou em vigor. Sob a constituição, os partidos políticos podem não ser baseados em "religião, raça, gênero ou geografia".

### Relações exteriores

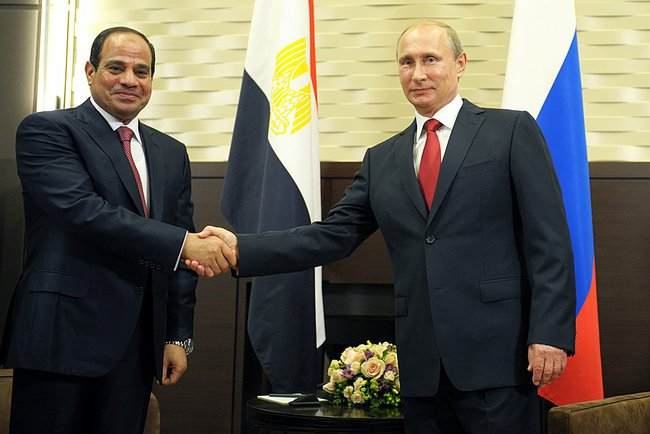
Al-Sisi e Vladimir Putin, presidente da Rússia, reunidos em 2014

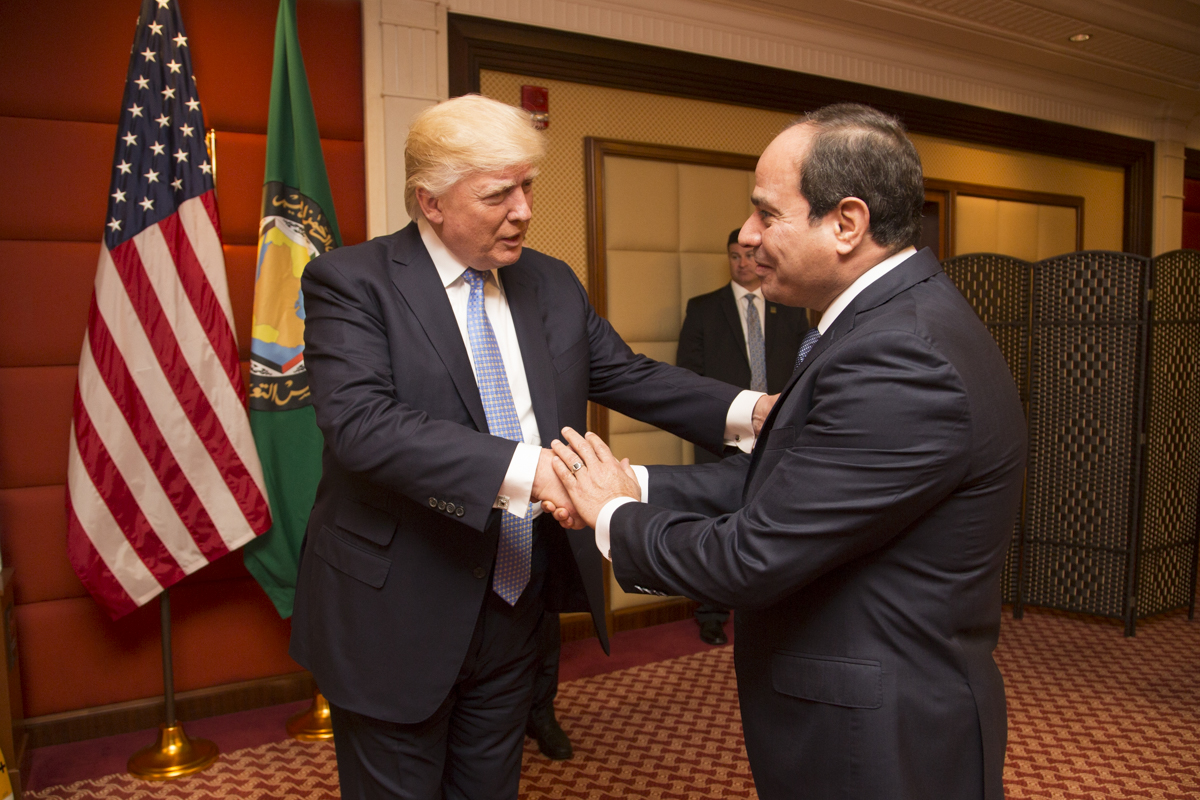
Presidente Al-Sisi com o presidente dos Estados Unidos, Donald Trump, em 21 de maio de 2017

A sede permanente da Liga Árabe está localizada no Cairo e o secretário-geral da organização tem sido tradicionalmente egípcio. Esta posição é atualmente ocupada pelo ex-ministro das Relações Exteriores, Ahmed Aboul Gheit. A Liga Árabe se mudou brevemente do Egito para Túnis, na Tunísia, em 1978, como forma de protesto contra o Tratado de Paz entre Egito e Israel, mas retornou ao Cairo em 1989. As monarquias do Golfo, incluindo os Emirados Árabes Unidos e Arábia Saudita, prometeram bilhões de dólares para ajudar o Egito a superar suas dificuldades econômicas desde o golpe de julho de 2013.
As relações com a Rússia melhoraram significativamente após a remoção de Mohamed Morsi e ambos os países trabalharam desde então para fortalecer os laços militares e comerciais, entre outros aspectos da cooperação bilateral. As relações com a China também melhoraram consideravelmente. Em 2014, o Egito e a China estabeleceram uma "parceria estratégica abrangente" bilateral.
Após a guerra de 1973 e o subsequente tratado de paz, o Egito tornou-se a primeira nação árabe a estabelecer relações diplomáticas com Israel. Apesar disto, Israel ainda é amplamente considerado como um Estado hostil pela maioria dos egípcios. O Egito desempenhou um papel histórico como mediador na resolução de várias disputas no Oriente Médio, principalmente no tratamento do conflito israelo-palestino. Os esforços de cessar-fogo e trégua do Egito em Gaza dificilmente foram contestados após a retirada israelense de seus assentamentos da Faixa de Gaza em 2005, apesar da crescente animosidade ao governo do Hamas em Gaza após a queda de Mohamed Morsi, apesar de tentativas recentes de países como Turquia e Catar de assumirem este papel.
Os laços entre o Egito e outras nações do Oriente Médio não árabes, incluindo o Irã e a Turquia, muitas vezes foram tensos. As tensões com o Irã são devidas principalmente ao tratado de paz do Egito com Israel e à rivalidade do Irã com aliados egípcios tradicionais no Golfo. O recente apoio da Turquia à Irmandade Muçulmana, agora banida, no Egito, e seu suposto envolvimento na Líbia, também fez dos dois países rivais regionais amargos.
O Egito é um membro fundador do Movimento Não Alinhado e das Nações Unidas. É também membro da Organização Internacional da Francofonia, desde 1983. O ex-vice-primeiro-ministro egípcio Boutros Boutros-Ghali serviu como secretário-geral das Nações Unidas de 1991 a 1996. Em 2008, estimava-se que o Egito mantivesse dois milhões de refugiados africanos, incluindo mais de 20 000 cidadãos sudaneses registrados pela ACNUR como refugiados que fugiam de conflitos armados ou requerentes de asilo. O Egito adotou métodos "severos, às vezes letais" para o controle de suas fronteiras.

### Forças armadas

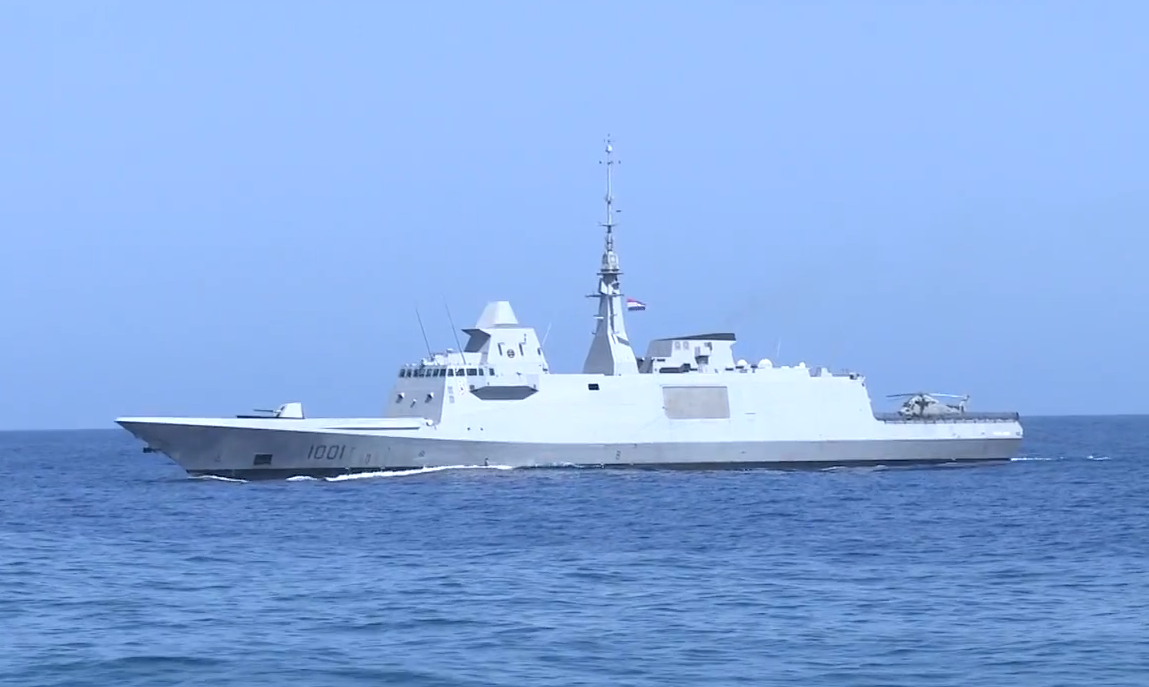
Fragata da Classe FREMM da Marinha Egípcia

As Forças Armadas do Egito têm tropas combinadas de cerca de 438 500 (incluindo 290 000–320 000 conscritos), além de 479 000 reservistas. De acordo com o ex-presidente do Comitê de Relações Exteriores e Defesa do Knesset, Yuval Steinitz, a Força Aérea do Egito tem aproximadamente o mesmo número de aviões de guerra modernos que a Força Aérea de Israel e muito mais tanques, artilharia, baterias antiaéreas e navios de guerra do que as Forças de Defesa de Israel. Israel especula que o Egito é o segundo país da região com um satélite espião, o EgyptSat 1, além do EgyptSat 2, que foi lançado em 16 de abril de 2014. Os militares exercem muita influência na vida política nacional, assim como na economia e estão acima das leis que se aplicam aos outros setores da sociedade. Eles também gozam de considerável poder, prestígio e independência dentro do Estado e têm sido amplamente considerados parte do "Estado profundo" egípcio.
Os militares egípcios têm dezenas de fábricas de armas, bem como bens de consumo. O inventário das forças armadas do país inclui equipamentos de diferentes países ao redor do mundo. Equipamento da antiga União Soviética está sendo progressivamente substituídos por armas e equipamentos modernos de fabricação estadunidense, francesa e britânica, uma parcela significativa dos quais é construído sob licença no Egito, como o tanque M1 Abrams. A Marinha do Egito é a maior marinha da África, do Oriente Médio e do mundo árabe, além de ser a sexta maior do mundo por número de navios. Os Estados Unidos fornecem ao Egito uma ajuda militar anual, que em 2009 foi de 1,3 bilhões * de dólares.

### Direitos humanos

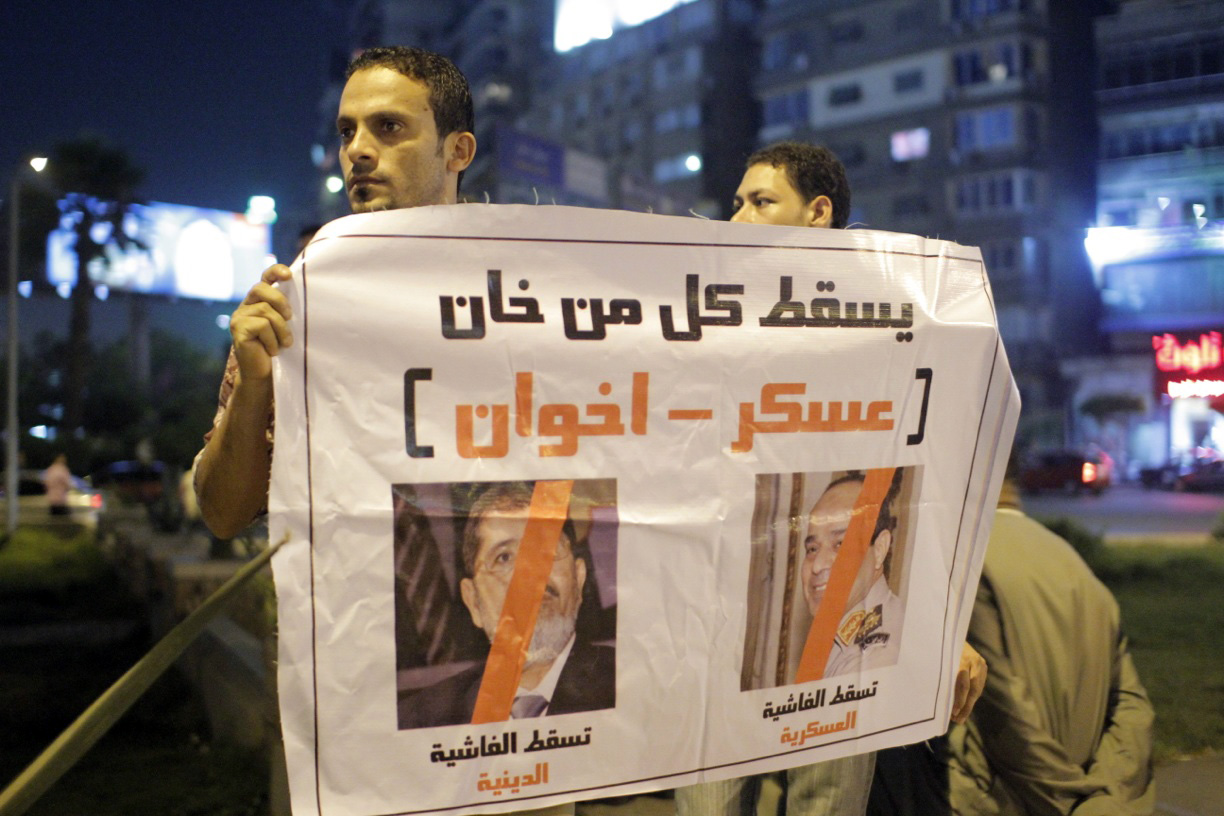
Manifestantes do movimento com um cartaz com os dizeres "Nem Morsi nem os militares", em 31 de julho de 2013

A Organização Egípcia para os Direitos Humanos é um dos órgãos mais antigos para a defesa dos direitos humanos no Egito. Em 2003, o governo criou o Conselho Nacional de Direitos Humanos. No entanto, o conselho recebeu graves críticas de ativistas locais, que afirmam que ele era apenas uma ferramenta de propaganda do governo para desculpar as suas próprias violações. e para dar legitimidade às leis repressivas, como a Lei de Emergência.
O Pew Research Center classifica o Egito como o quinto pior país do mundo em liberdade religiosa. A Comissão dos Estados Unidos sobre Liberdade Religiosa Internacional, uma agência independente bipartidária do governo dos Estados Unidos, colocou o Egito em sua lista de observação para países que exigem um acompanhamento rigoroso, devido à natureza e extensão das violações das liberdades religiosas, com participação ou toleradas pelo governo. De acordo com uma pesquisa do Pew Center, em 2010, 84% dos egípcios entrevistados apoiavam a pena de morte para aqueles que deixassem de seguir o islamismo; 77% apoiavam penalidades como aplicar chicotadas e cortar as mãos daqueles que furtarem e roubarem; e 82% apoiavam o apedrejamento de uma pessoa que comete adultério.

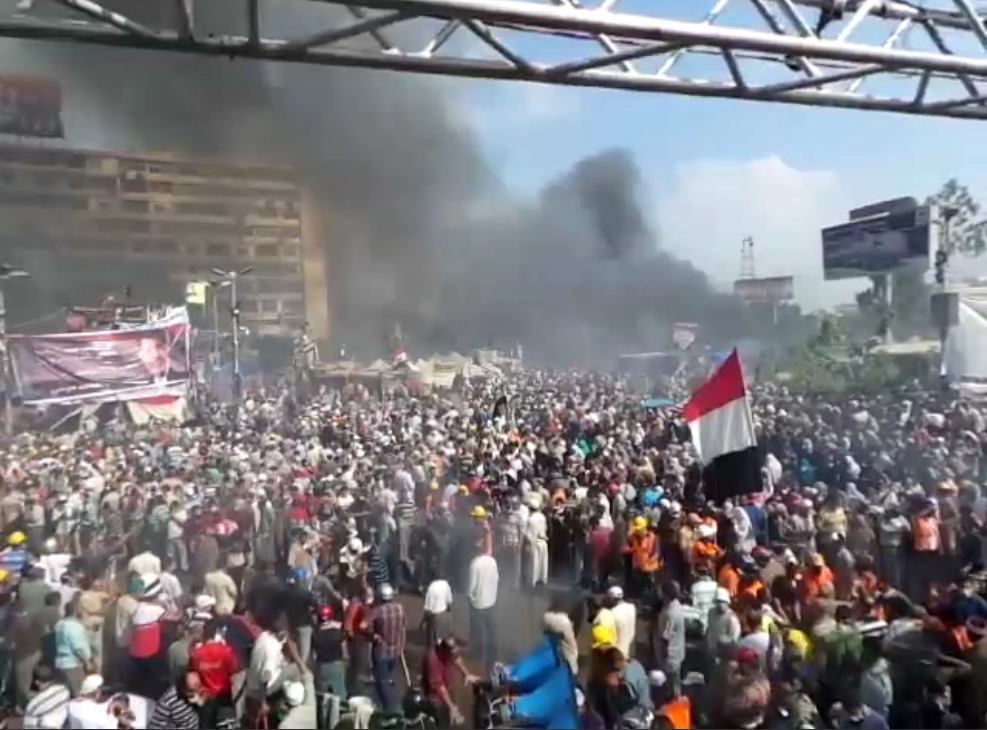
A morte de mais de 500 manifestantes pró-Mursi no Cairo em 2013 foi o pior assassinato em massa da história moderna do país.

Os cristãos coptas enfrentam discriminação em vários níveis do governo, variando da representação desproporcional nos ministérios governamentais até leis que limitam a sua capacidade de construir ou reformar suas igrejas.
Mohammed Beshoy Hegazy, um cidadão egípcio converteu-se do Islão à Igreja copta cristã em 1998 e requereu oficialmente que a sua fé cristã fosse inscrita no bilhete de identidade do Egipto em agosto de 2007. Numerosas pessoas, incluindo representantes de instituições estatais, apelaram publicamente à sua morte. Vários ataques foram levados a cabo contra ele e a sua esposa. Hegazy vive actualmente escondido com a sua mulher porque tem a vida em perigo por causa da apostasia do Islão. Em uma entrevista ao Egypt Today, o ministro egípcio para os Assuntos Religiosos, Mahmoud Zakzouk, confirmou a legalidade da pena de morte para os convertidos islâmicos que anunciam publicamente a sua mudança de fé.
A intolerância religiosa contra os bahá'ís e seitas muçulmanas não ortodoxas, como sufis, xiitas e amadis, também continua a ser um problema. Durante os confrontos entre a polícia e partidários do ex-presidente Mohamed Morsi, pelo menos 595 manifestantes civis foram mortos no Cairo em 14 de agosto de 2013, o pior assassinato em massa da história moderna egípcia.
O Egito é um dos países que praticam ativamente a pena de morte. As autoridades egípcias não fornecem dados sobre as condenações à morte e execuções, apesar de repetidos pedidos ao longo dos anos por organizações de direitos humanos. Os escritórios das Nações Unidas para os direitos humanos e várias ONGs expressaram um "alarme profundo" após um tribunal penal egípcio condenar 529 pessoas à morte em uma única audiência de 25 de março de 2014. Os condenados eram apoiadores do ex-presidente Mohamed Morsi. A sentença foi condenada como uma violação de direito internacional. Em maio de 2014, cerca de 16 000 pessoas (número que pode chegar a 40 000 de acordo com estimativas independentes), em sua maioria membros ou apoiadores da Irmandade Muçulmana, foram presos após o golpe, sendo a organização rotulada como terrorista pelo governo egípcio interino.

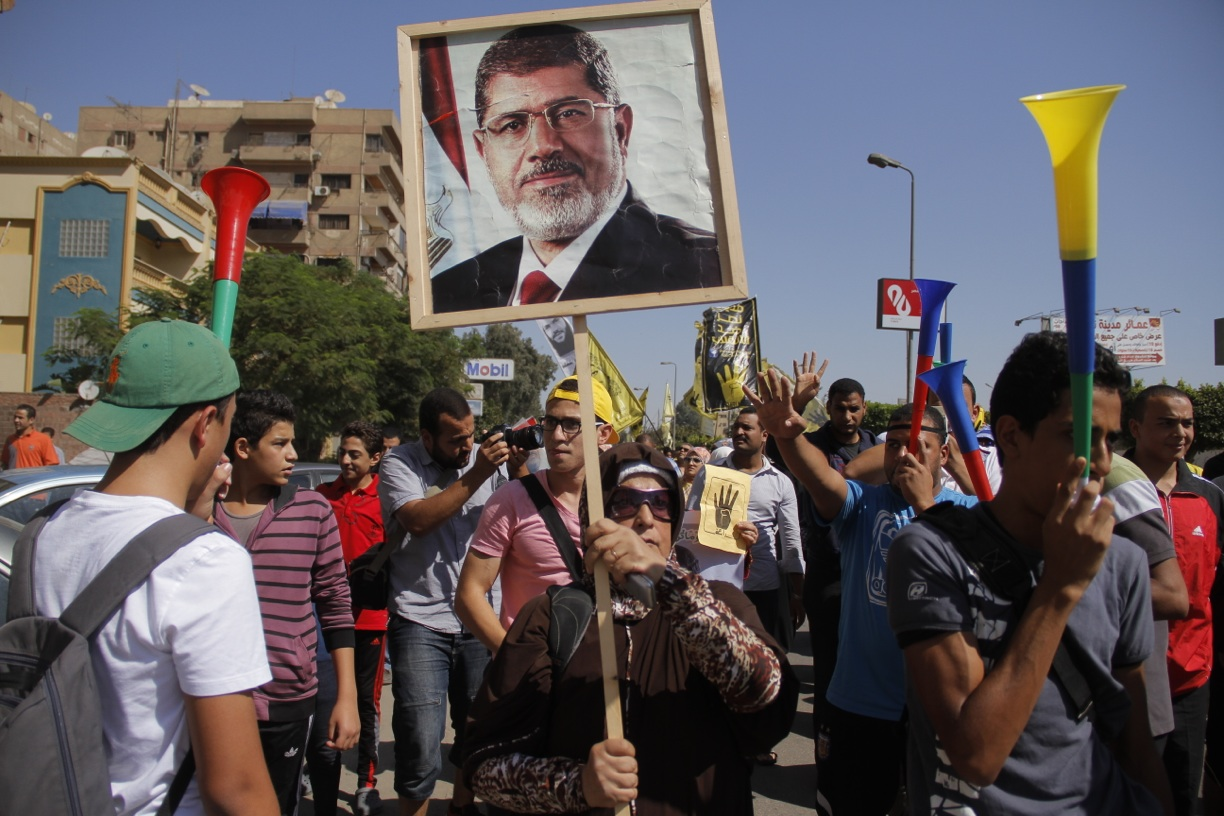
Manifestantes da Irmandade Muçulmana pró-Morsi em setembro de 2013

Mona Al-Mazbouh, uma libanesa de 24 anos, queixou-se nas redes sociais de ter sido sexualmente assediada no Egito por taxistas e transeuntes comuns, sendo presa no aeroporto em maio de 2018, quando se preparava para deixar o país e condenada a 8 anos de prisão por um tribunal do Cairo. Foi acusada de propagar "boatos falsos", "perseguir a religião" e "atingir o povo egípcio". Em setembro de 2018, Amal Fathy, actriz e activista, após se ter queixado de assédio sexual por duas vezes no mesmo dia, foi sentenciada a dois anos de prisão e multa por "espalhar notícias falsas" e querer prejudicar o Estado egípcio.
Já em 2008 se observava que o assédio sexual das mulheres naquele país estava a aumentar e observar o código de vestimenta islâmico não era dissuasivo, de acordo com uma pesquisa do Centro Egípcio dos Direitos da Mulher (ECWR). Em uma pesquisa da ONU em 2013, 99% das mulheres egípcias relataram que haviam sofrido alguma forma de assédio sexual. Cairo foi descrita como a “megacidade mais perigosa do mundo para as mulheres” em uma pesquisa da Thomson Reuters Foundation em 2017. O Egito é um dos países do mundo onde a prática da mutilação genital feminina é quase total — 97% — entre as mulheres na faixa dos 15–49 anos de idade, de acordo com dados de 2005 da UNICEF.
Em Setembro de 2020, a organização Coptic Solidarity (Solidariedade Copta), um grupo de defesa dos coptas cristãos, focou num relatório a prática generalizada de rapto e tráfico de mulheres e meninas cristãs coptas no Egipto, que são convertidas pela força ao Islão e dadas em casamento a muçulmanos. A Coptic Solidarity queixa-se de pouco ter sido feito para combater este flagelo, nem pelo governo egípcio, nem por ONGs ou organismos internacionais. Já após declarações públicas do Papa Bento XVI para que a liberdade religiosa fosse mais respeitada e protegida no Egito, a propósito do ataque contra uma Igreja Copta, em Alexandria, no Ano Novo em 2011, Ahmed al-Tayeb, o Imã da Mesquita de Al.-Azhar, tinha considerado que esta fora uma interferência inadmissível nos assuntos internos do Egito. Mais tarde, Al Tayeb avisou o Núncio Apostólico para o Egipto, Jean -Paul Gobel, que apresentar o Islã a uma luz negativa é uma "linha vermelha" que não deve ser ultrapassada.

## Subdivisões

Províncias do Egito

O Egito divide-se administrativamente em 27 províncias (mohafazat, em árabe); administradas por governadores nomeados pelo presidente:
1. Matru
2. Alexandria
3. Buaira
4. Kafr el-Sheikh
5. Dacalia
6. Damieta
7. Porto Saíde
8. Sinai do Norte
9. Ocidental
10. Monufia
11. Caliubia
12. Oriental
13. Ismaília
14. Guizé
15. Faium
16. Cairo
17. Suez
18. Sinai do Sul
19. Beni Suef
20. Minia
21. Vale Novo
22. Assiúte
23. Mar Vermelho
24. Sohag
25. Quena
26. Luxor
27. Assuão

## Economia

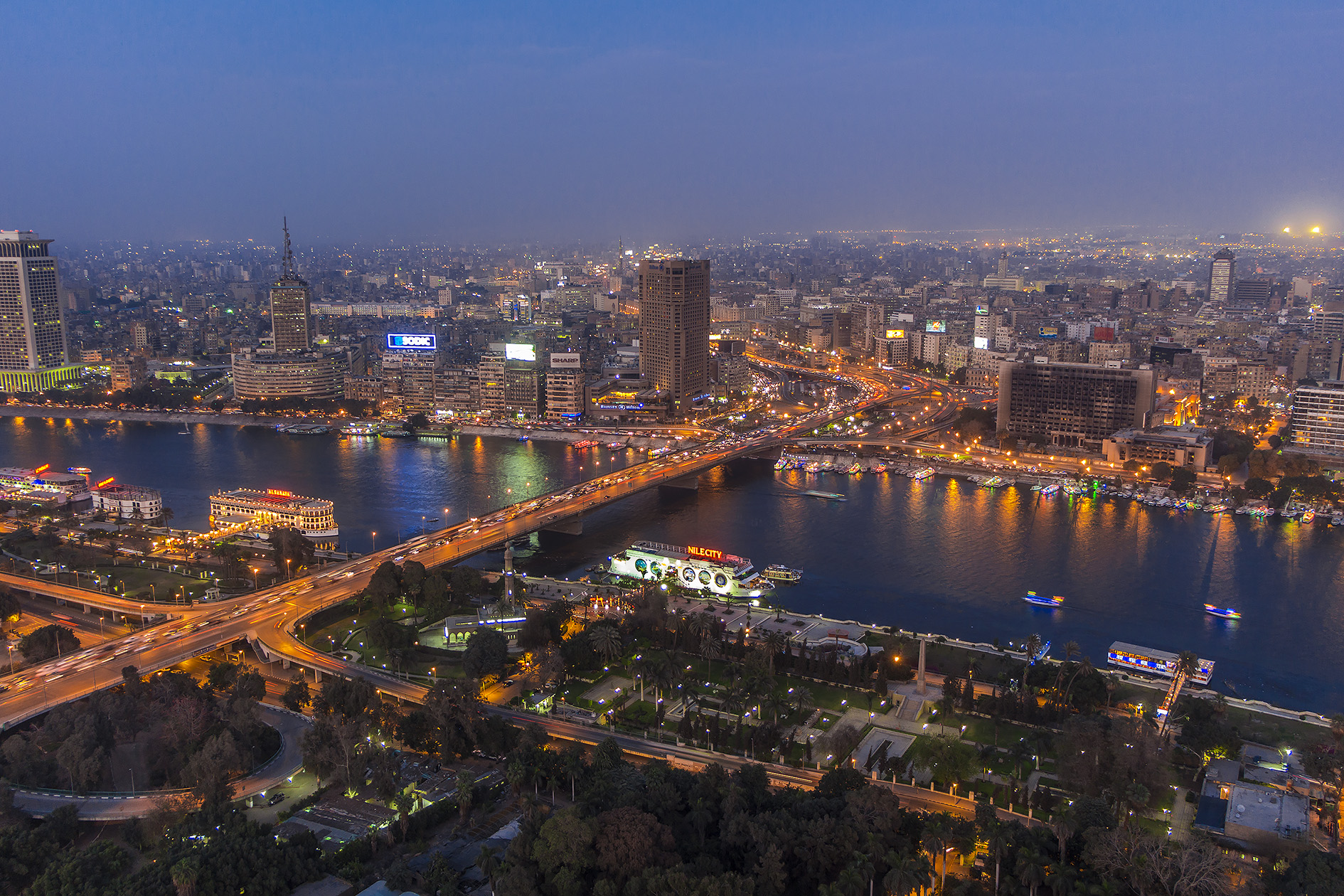
Vista do Cairo, a maior cidade da África e do Oriente Médio. O turismo é uma grande fonte de renda para o Egito

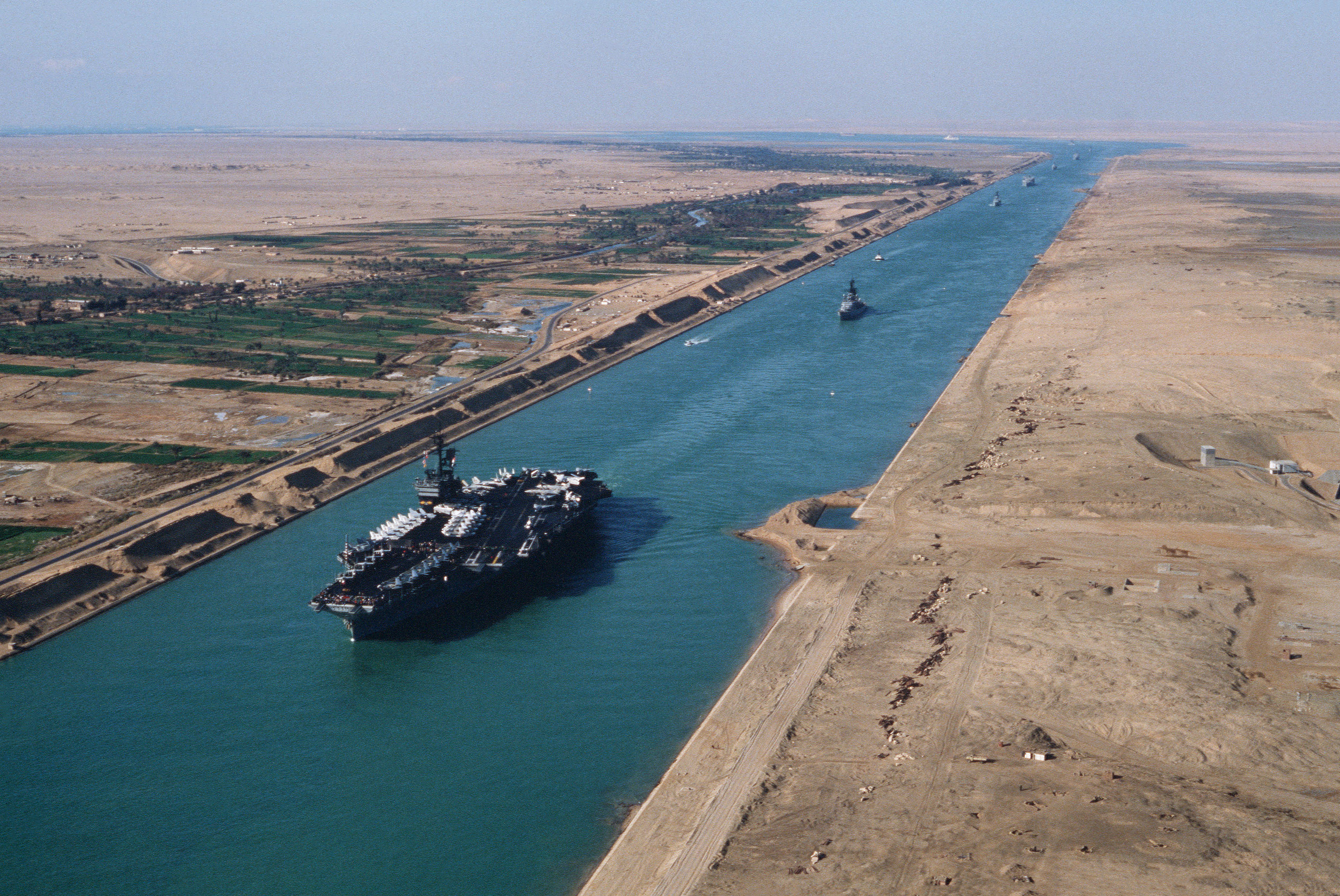
O Canal de Suez, que liga os mares Mediterrâneo e Vermelho, é uma importante conexão do comércio global

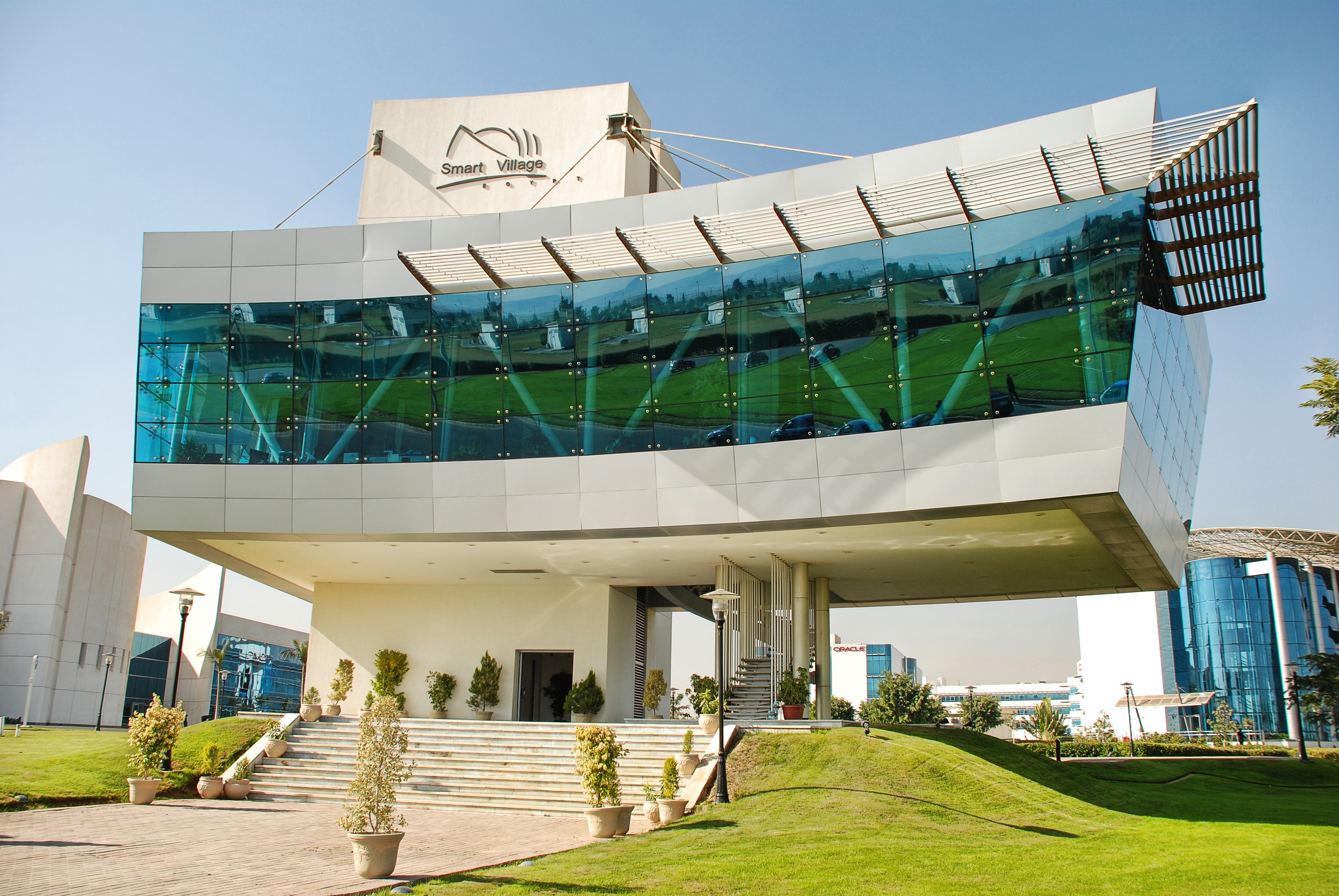
Smart Village, construída para fomentar o crescimento de empresas de alta tecnologia no Egito

Principais produtos de exportação do Egito em 2019

A economia egípcia depende principalmente da agricultura, das telecomunicações, das exportações de petróleo e gás natural e da indústria do turismo; há também mais de três milhões de egípcios que trabalham no estrangeiro, principalmente na Arábia Saudita, no Golfo Pérsico e na Europa, e que mandam remessas de dinheiro para o país, além das receitas do Canal de Suez. A conclusão da Represa de Assuã em 1970, e o Lago Nasser que surgiu por conta disto, alteraram o lugar de honra do rio Nilo na agricultura e ecologia do país. A população em rápido crescimento, a terra arável limitada e a dependência do Nilo continuam a sobrecarregar os recursos e a economia.
O país tem uma agricultura forte, sendo o maior produtor mundial de tâmara, um dos 5 maiores produtores mundiais de tomate, cebola, tangerina, beringela, morango, alcachofra e figo, um dos 10 maiores produtores mundiais de laranja, azeitona, beterraba-sacarina, melancia, manga, melão e pêssego, além de uma grande produção de cana de açúcar, trigo, milho, arroz, batata, uva, maçã e algodão. As maiores exportações de produtos agropecuários processados do país em termos de valor, em 2019, foram: laranja, legumes de modo geral, batata, cebola, queijo, uva, farinha de trigo, frutas de modo geral, produtos feitos de chocolate, fiapo de algodão, açúcar, polpa da beterraba-sacarina, morango, entre outros. Na mineração, em 2019, o país era o 7.º maior produtor mundial de fosfato. Em 2019 o Egito era o 28.º maior exportador mundial de gás natural (3,5 bilhões * de m³ ao ano) Em 2019 o Egito tinha a 36.ª indústria mais valiosa do mundo (US$ 48,2 bilhões), de acordo com o Banco Mundial. Neste ano, o país foi o 22ª maior produtor mundial de aço (7,3 milhões de toneladas). Em 2018, foi o 10.º maior produtor mundial de azeite de oliva.
O governo tem investido em comunicações e na infraestrutura física. O Egito recebe ajuda externa dos Estados Unidos desde 1979 (uma média de 2,2 bilhões de dólares anuais) e é o terceiro maior beneficiário de tais fundos de ajuda norte-americano após a Guerra do Iraque. O país tem um mercado de energia desenvolvido com base em carvão, petróleo, gás natural e energia hidrelétrica. O petróleo e o gás são produzidos nas regiões do Deserto Ocidental, no Golfo de Suez e no Delta do Nilo. O Egito tem enormes reservas de gás, estimadas em 2 180 km3, que são exportadas para vários países. Sua produção de carvão, entretanto, tem oscilado consideravelmente nos anos recentes, atingindo seu pico positivo em 2009 com 76 milhões de toneladas e seu pico negativo em 2016 com 3,30 milhões de toneladas. Suas minas produzem considerável petróleo mineral, que no biênio 1992/1993 alcançou seu pico de 45 milhões de toneladas, bem como caulinita, quartzito e gipso, cuja produção no biênio 2000/01 foi de, respectivamente, 226, 69 e 4 milhões de toneladas.
As condições econômicas do país começaram a melhorar consideravelmente, depois de um período de estagnação, devido à adoção de políticas econômicas mais liberais por parte do governo, bem como por um aumento das receitas do turismo e um mercado de ações em alta. Em seu relatório anual, o Fundo Monetário Internacional (FMI) chegou a classificar o Egito como um dos melhores países do mundo a empreender reformas econômicas. O investimento estrangeiro direto (IED) no Egito aumentou consideravelmente antes da queda do regime de Hosni Mubarak, superando 6 bilhões de dólares em 2006, devido à liberalização e privatização. Desde a queda de Hosni Mubarak, durante a Revolução Egípcia de 2011, o país sofreu uma queda drástica no investimento e nas receitas geradas pelos turistas estrangeiros, seguido de uma queda de 60% em reservas cambiais, uma queda de três por cento no crescimento e uma rápida desvalorização da libra egípcia.
Embora um dos principais obstáculos ainda enfrentados pela economia egípcia pelo limitado bem-estar social médio da população, muitos egípcios criticam seu governo para os preços mais elevados dos produtos básicos, enquanto seu padrão de vida e/ou poder de compra mantém-se relativamente estagnados. A corrupção política é frequentemente citada pela população como o principal impedimento para promover o crescimento econômico. No Índice de Percepção da Corrupção de 2013, o Egito ficou no 114.º lugar entre os 177 países avaliados.
Estima-se que 2,7 milhões de egípcios no exterior contribuem ativamente para o desenvolvimento do seu país através de remessas (7,8 bilhões de dólares em 2009), bem como a circulação de capital humano e social e de investimento. As remessas, dinheiro ganho pelos egípcios que vivem no exterior e enviado para casa, atingiu um recorde de 21 bilhões de dólares em 2012, segundo o Banco Mundial. A sociedade egípcia é moderadamente desigual em termos de distribuição de renda, sendo que se estimou que entre 35–40% da população do país ganhasse menos do que o equivalente a dois dólares por dia, enquanto apenas cerca de 2–3% poderia ser considerada rica.

### Turismo

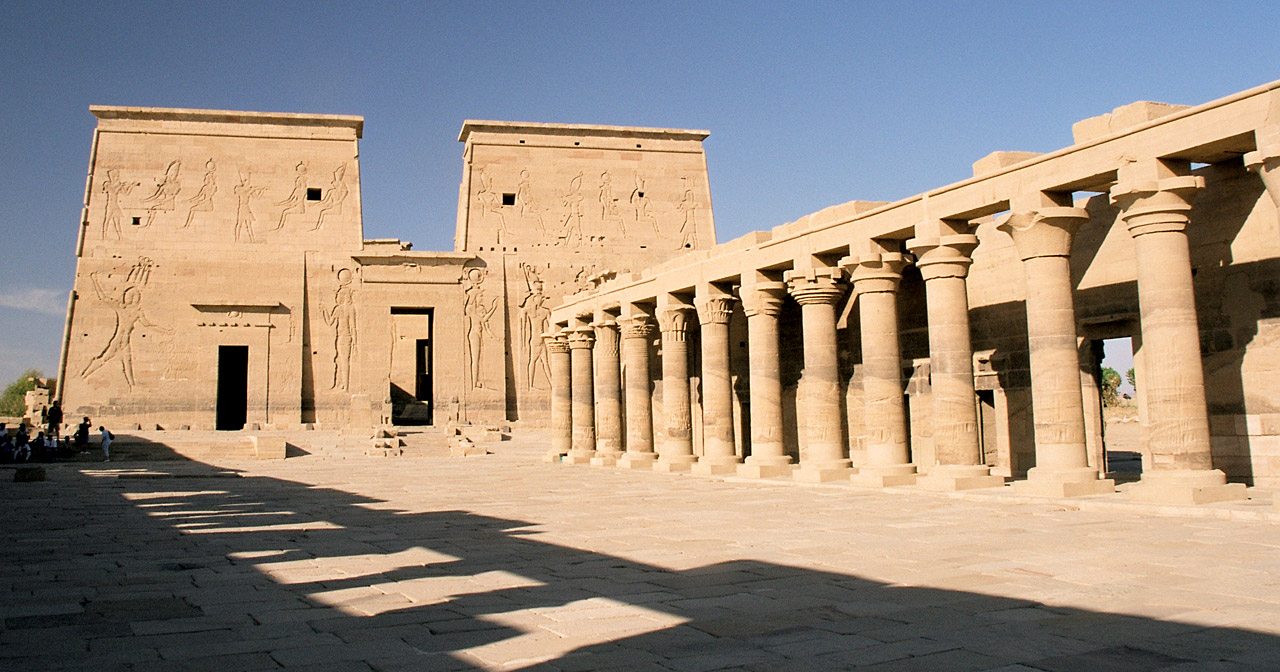
Templo em Filas

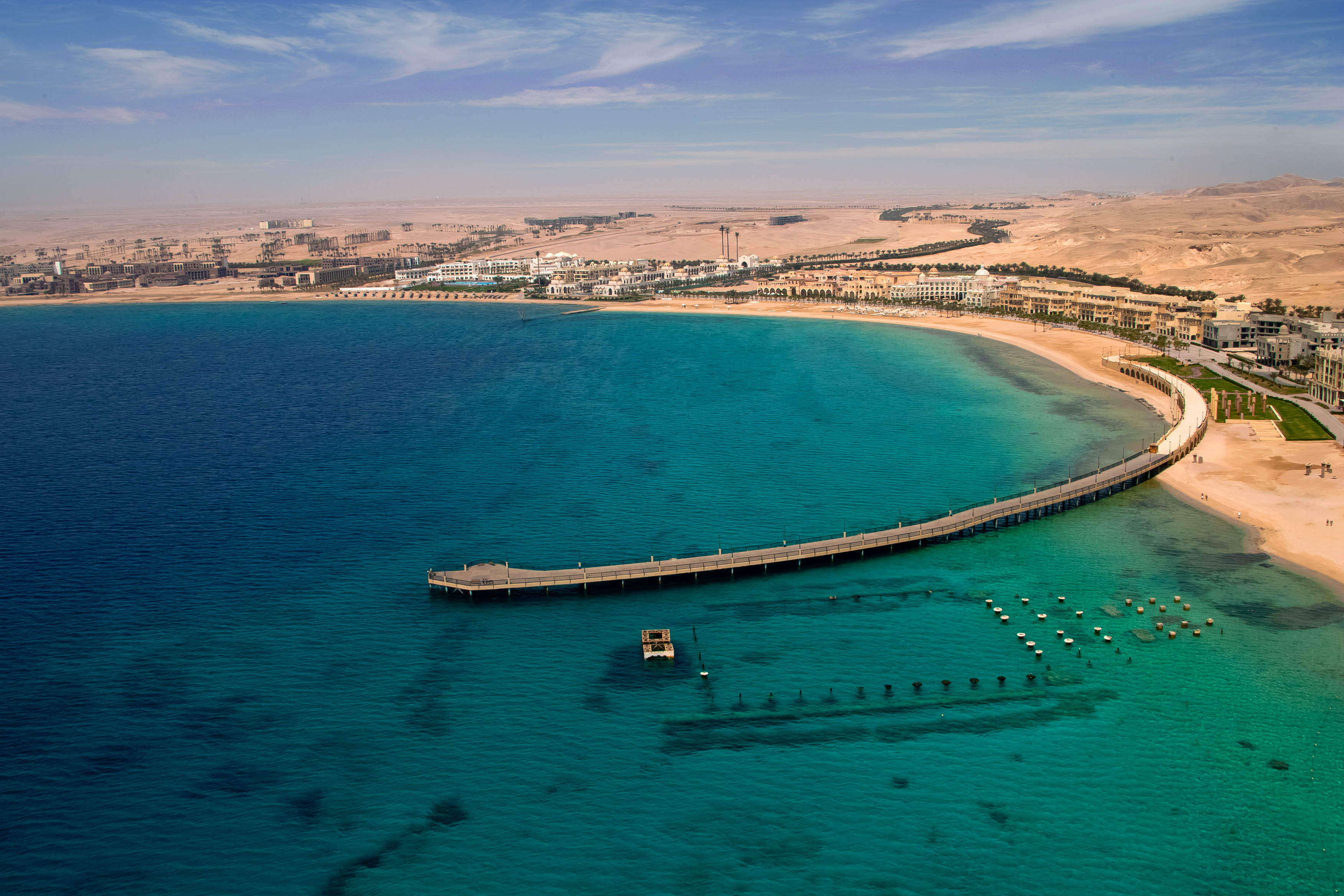
Resort em Hurghada

O turismo é um dos setores mais importantes da economia do país. Mais de 12,8 milhões de turistas visitaram-no em 2008, proporcionando uma receita de quase 11 bilhões * de dólares. A indústria turística emprega cerca de doze por cento da força de trabalho local. A Necrópole de Gizé é o local mais emblemático do país. Ela também é o destino turístico mais popular do Egito desde a antiguidade e era popular no período helenístico, quando a Grande Pirâmide foi listada por Antípatro de Sídon como uma das Sete Maravilhas do Mundo, sendo a única delas que ainda existe.
O Egito tem uma grande variedade de praias situadas no Mediterrâneo e no Mar Vermelho, que se estendem por mais de 3 000 km. O Mar Vermelho tem águas calmas, recifes de corais coloridos, peixes raros e belas montanhas. As praias do Golfo de Ácaba também oferecem facilidades para a prática de esportes aquáticos. Safaga encabeça a zona do Mar Vermelho com sua bela localização no Golfo de Suez. Por último, mas não menos importante, Sharm el-Sheikh (ou Cidade da Paz), Hurghada, Luxor (conhecido como o maior museu ao ar livre do mundo), Dahab, Ras Sidr, Marsa Alam, Safaga e a costa norte do Mediterrâneo são os principais destinos do turismo de lazer.
O país é considerado um polo do turismo histórico, religioso, médico e de entretenimento. Para entrar no Egito, é necessário ter um passaporte válido e, na maioria dos casos, um visto. Além de cidadãos do Reino Unido e da União Europeia (UE), os cidadãos dos seguintes países podem obter vistos à chegada em qualquer um dos portos egípcios de entrada: Austrália, Canadá, Geórgia, Japão, Nova Zelândia, Noruega, Macedônia do Norte, Coreia do Sul, Rússia, Sérvia, Ucrânia e Estados Unidos. Os cidadãos do Reino Unido, UE e Estados Unidos podem viajar para os resortes de Sharm El Sheikh, Dahab, Nueiba e Taba, para um máximo de 15 dias, sem precisarem requerer um visto antes de viajar.

## Infraestrutura

### Energia

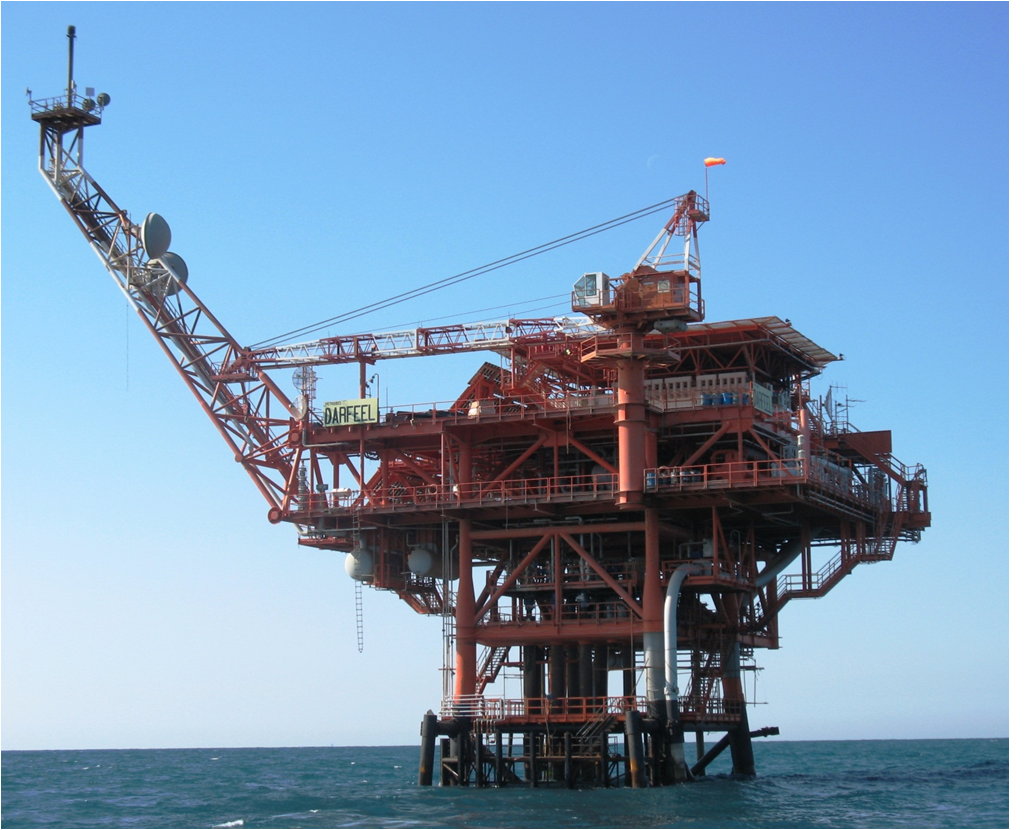
Uma plataforma petrolífera offshore no campo de gás de Darfeel

O Egito produziu 666 000 bbl/dia de petróleo e 113 milhões de m3 de gás natural em 2017, tornando o país o maior produtor de petróleo do mundo fora da OPEP e o segundo maior produtor de gás natural seco na África. Em 2013, o Egito era o maior consumidor de petróleo e gás natural no continente, sendo responsável por 22% do consumo total de petróleo e 37% do consumo total de gás natural seco na África. Além disso, o Egito possui a maior capacidade de refinamento de petróleo na África, 726 000 bbl/d (em 2017). O Egito está planejando construir sua primeira usina nuclear em El Dabaa, na parte norte do país, com cerca de 25 bilhões * de dólares provenientes de financiamento russo.
Em 2021, o Egito tinha, em energia elétrica renovável instalada, 2 832 MW em energia hidroelétrica, 1 640 MW em energia eólica (34.º maior do mundo), 1 675 MW em energia solar (34.º maior do mundo), e 67 MW em biomassa.

### Abastecimento de água
Entre 1990 e 2010, o abastecimento de água encanada no Egito aumentou de 89% para 100% nas áreas urbanas e de 39% para 93% nas áreas rurais, apesar do rápido crescimento populacional no período. Durante esse período, o Egito conseguiu eliminar a defecação a céu aberto nas áreas rurais e investiu em infraestrutura. O acesso a uma fonte água potável no Egito é agora praticamente universal, com uma taxa de 99%, mas pouco mais de metade da população está conectada a esgotos sanitários. Em parte devido à baixa cobertura de saneamento no país, cerca de 17 000 crianças morrem a cada ano por causa da diarreia.

### Transportes

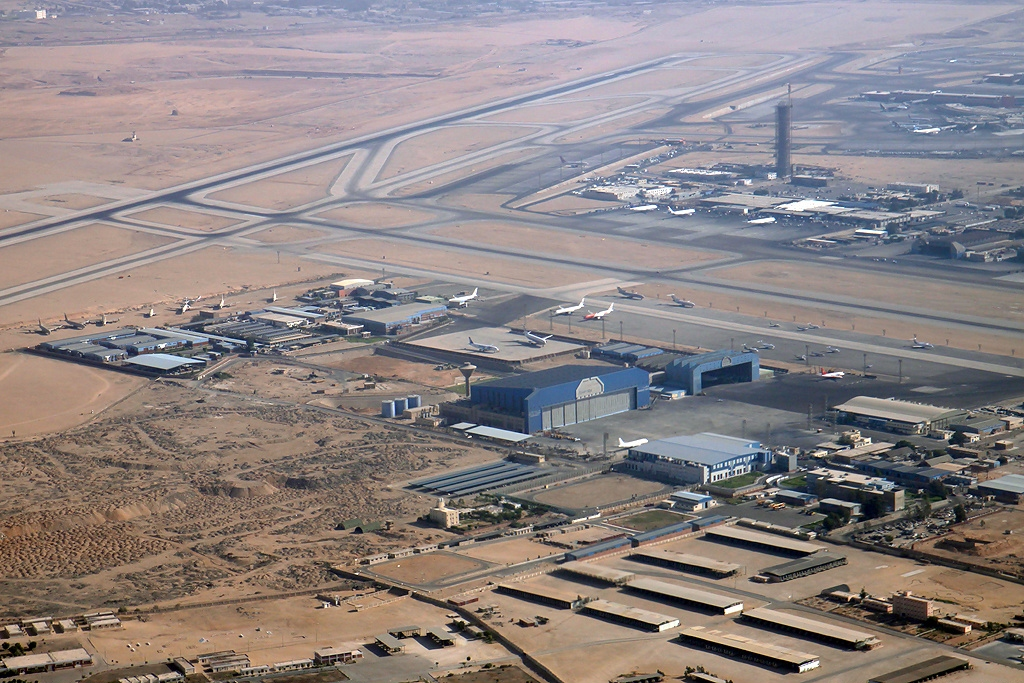
Aeroporto Internacional do Cairo

O transporte no Egito é centrado em torno do Cairo e segue em grande parte o padrão de ocupação populacional ao longo do rio Nilo. A principal linha da rede ferroviária do país, com 5 085 km de extensão, vai de Alexandria a Aswan e é operada pela Egyptian National Railways. A rede rodoviária de veículos expandiu-se rapidamente para mais de 21 000 milhas, consistindo de 28 linhas, 796 estações, 1 800 trens cobrindo o Vale e o Delta do Nilo, as costas do Mediterrâneo e do Mar Vermelho, o Sinai e os oásis ocidentais.
O Metrô do Cairo é o primeiro dos dois únicos sistemas completos de metrô na África e no mundo árabe. É considerado um dos projetos recentes mais importantes no Egito, que custou cerca de 12 bilhões de libras egípcias. O sistema consiste em três linhas operacionais com uma quarta linha planejada. O sistema transporta cerca de 4 milhões de pessoas por dia (dados de 2013).
A EgyptAir, que hoje é a companhia aérea nacional e a maior companhia aérea do país, foi fundada em 1932 pelo industrial egípcio Talaat Harb, mas atualmente é de propriedade do governo egípcio. A companhia aérea está localizada no Aeroporto Internacional do Cairo, seu principal hub, operando serviços regulares de passageiros e fretes para mais de 75 destinos no Oriente Médio, Europa, África, Ásia e Américas. A frota atual da EgyptAir inclui 80 aviões.

#### Canal de Suez

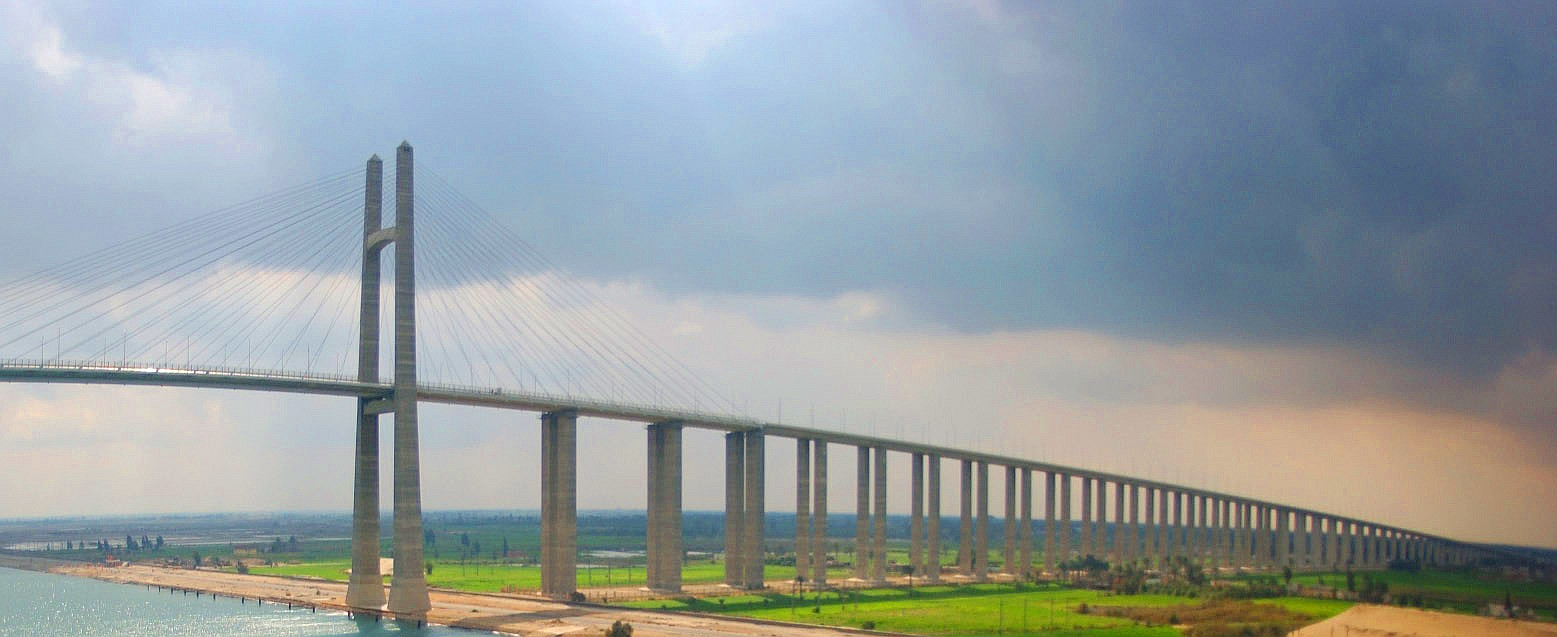
Ponte do Canal de Suez

O Canal de Suez é uma hidrovia artificial no nível do mar no Egito, considerado o centro mais importante do transporte marítimo no Oriente Médio, ligando o Mar Mediterrâneo e o Mar Vermelho. Inaugurado em novembro de 1869, após 10 anos de obras, permite o transporte de navios entre a Europa e a Ásia, sem navegação pela África. O terminal norte é Porto Saíde e o terminal sul é Porto Taufique, na cidade de Suez. Ismaília fica em sua margem oeste, a 3 km do ponto intermediário.
O canal mede 193,3 km de comprimento, consiste no canal de acesso norte de 22 km, o próprio canal de 162,25 km e o canal de acesso ao sul, de 9 km. O canal é uma faixa única com passagens na passagem Balá e no Grande Lago Amargo. Não contém bloqueios; a água do mar flui livremente pelo canal. Em geral, o canal ao norte do Lago Amargo flui para o norte no inverno e no sul no verão. O sul atual dos lagos muda com a maré em Suez.
Em 26 de agosto de 2014, foi apresentada uma proposta para a abertura de um Novo Canal do Suez. O trabalho de expansão do canal foi concluído em julho de 2015. O canal foi oficialmente inaugurado com uma cerimônia com a participação de líderes estrangeiros e militares em 6 de agosto de 2015, de acordo com os orçamentos estabelecidos para o projeto.

### Educação

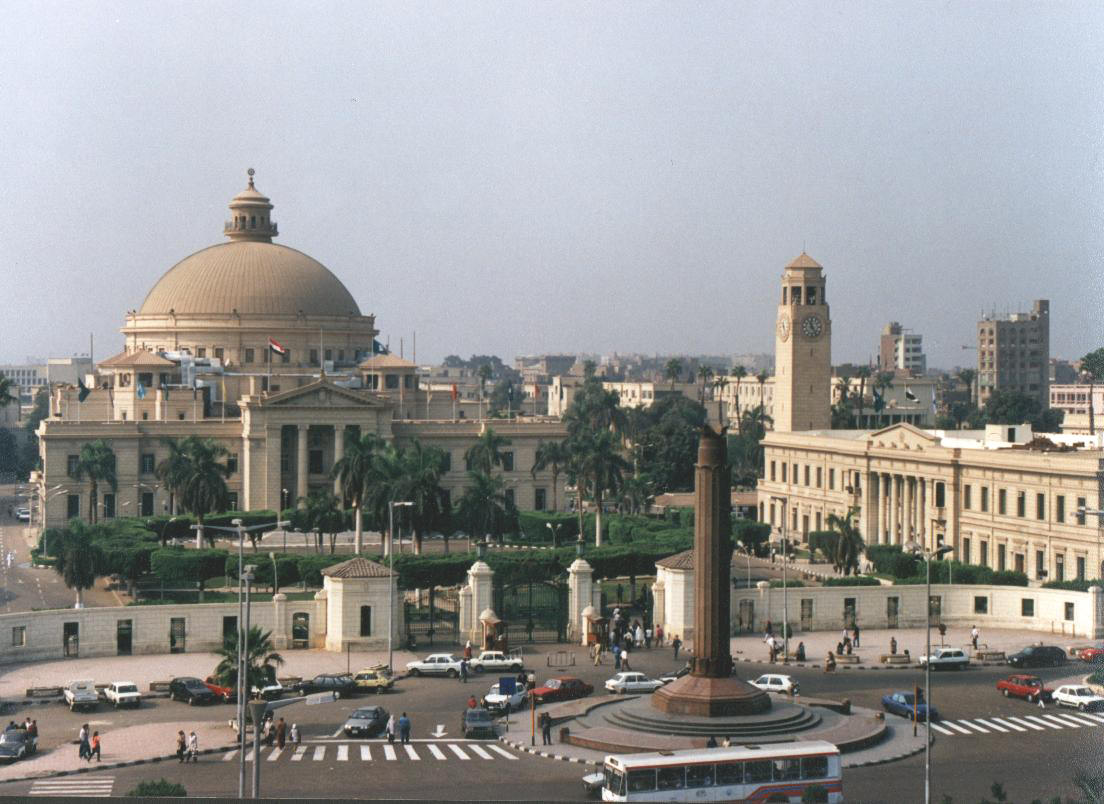
Universidade do Cairo

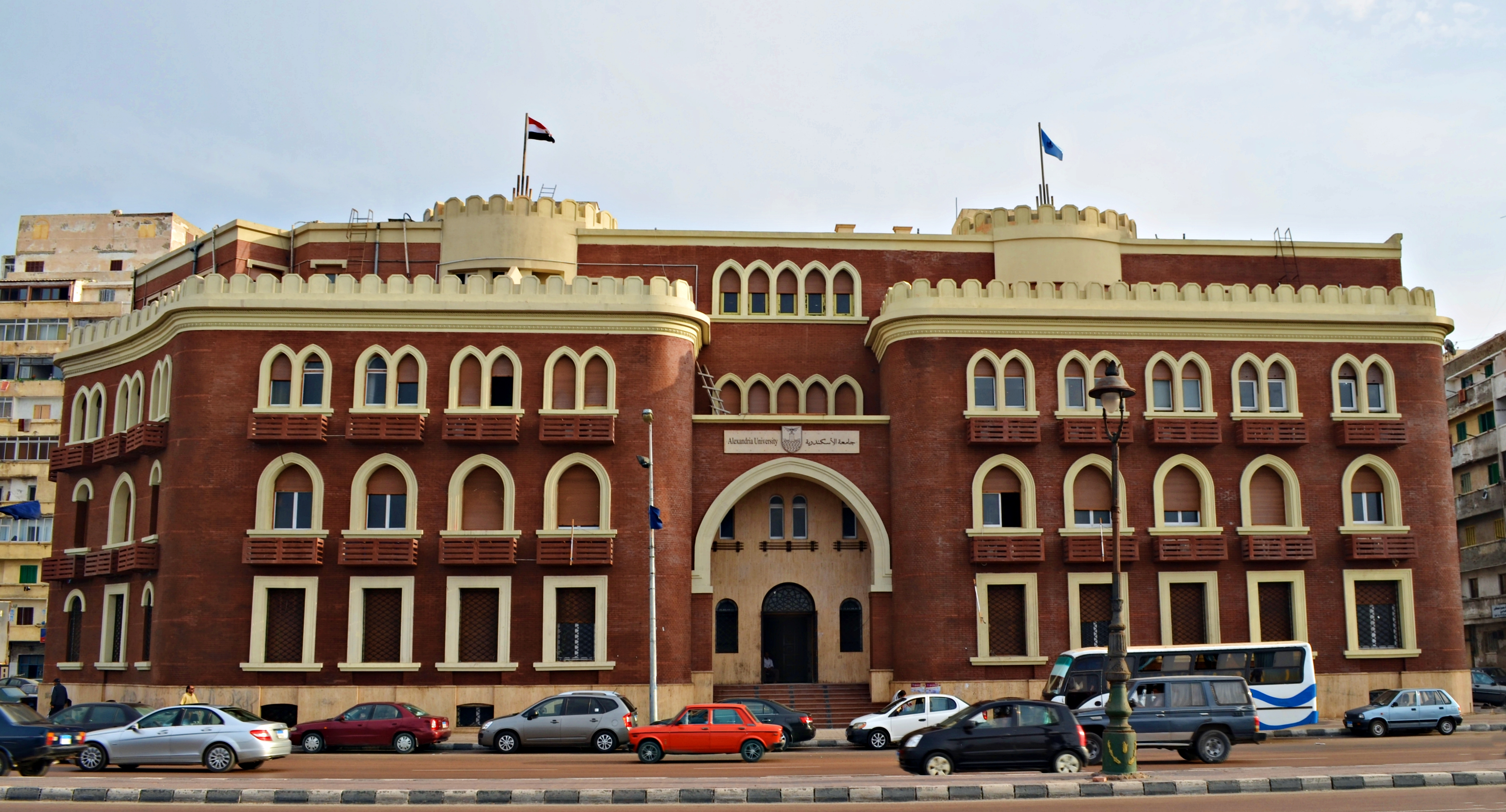
Universidade de Alexandria

A taxa de analfabetismo diminuiu desde 1995, com o número de alfabetizados subindo de 51,4% naquele ano para 73,8% em 2015. A taxa de analfabetismo é mais alta entre aqueles com mais de 60 anos de idade, sendo estimada em cerca de 64,9%, enquanto o analfabetismo entre jovens entre 15 e 24 anos de idade foi listado em 8,6%.
Um sistema educacional de estilo europeu foi introduzido pela primeira vez no Egito pelos otomanos no início do século XIX para criar uma classe de burocratas leais e oficiais do exército. Sob ocupação britânica, o investimento em educação foi restringido drasticamente e as escolas públicas seculares, que antes eram gratuitas, começaram a cobrar taxas. Na década de 1950, o presidente Nasser implementou a educação gratuita para todos os egípcios. O currículo egípcio influenciou outros sistemas de educação árabes, que frequentemente empregavam professores treinados pelo Egito. A demanda logo superou o nível de recursos estatais disponíveis, fazendo com que a qualidade da educação pública se deteriorasse. Atualmente, esta tendência culminou em índices educacionais fracos e uma persistente desigualdade de gênero.
A educação básica, que inclui seis anos de ensino primário e três anos de escola preparatória, é um direito para crianças egípcias a partir dos seis anos de idade. Após a 9ª série, os alunos são acompanhados em uma das duas vertentes do ensino médio: escolas gerais ou técnicas. O ensino médio geral prepara os alunos para uma educação superior e os formandos desta fase normalmente entram nos institutos de ensino superior com base nos resultados do Thanaweya Amma, o vestibular egípcio. O ensino secundário técnico tem duas vertentes, uma com duração de três anos e uma formação mais avançada com duração de cinco anos. Os graduados dessas escolas podem ter acesso ao ensino superior com base em seus resultados no exame final, mas isto geralmente é incomum.
A Universidade do Cairo está classificada entre 401.º e 500.º de acordo com o Ranking de Xangai e de 551.º a 600.º de acordo pelo QS World University Rankings. A Universidade Americana do Cairo é classificada como 360 de acordo com o QS World University Rankings e a Universidade Al-Azhar, a Universidade de Alexandria e a Universidade Aine Xamece caem na faixa dos 701+.

### Saúde

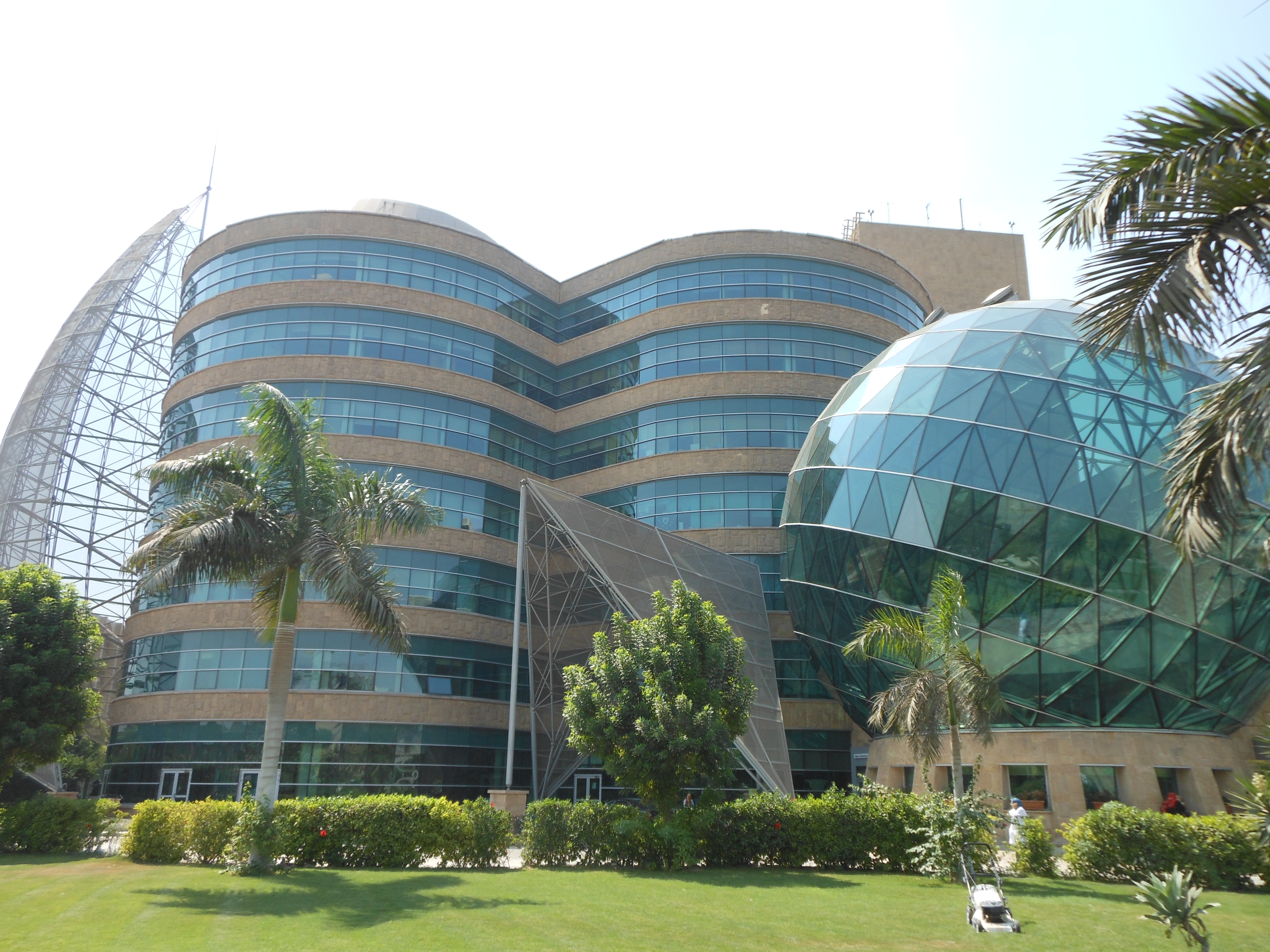
Hospital pediátrico 57357, no Cairo

A expectativa de vida ao nascer no Egito era de 73,20 anos em 2011, ou 71,30 anos para homens e 75,20 anos para mulheres. O Egito gasta 5,6% (em 2014) de seu produto interno bruto em saúde. Em 2010, os gastos com saúde representaram 4,66% do PIB do país. Em 2014, havia 0,81 médicos e 1,40 enfermeiros para cada 1 000 habitantes.
Como resultado dos esforços de modernização ao longo dos anos, o sistema de saúde do Egito deu grandes passos adiante. O acesso a assistência médica em áreas urbanas e rurais melhorou bastante e os programas de vacinação cobrem agora 98% da população. A expectativa de vida aumentou de 44,8 anos na década de 1960 para 72,12 anos em 2009. Houve um declínio notável da taxa de mortalidade infantil (durante os anos 1970 até 1980 a taxa de mortalidade infantil foi de 101–132/1 000 nascidos vivos, em 2000 a taxa foi 50–60/1 000 e, em 2008, era 28–30/1 000).
Em 2008, a Organização Mundial de Saúde estimou que 91,1% das mulheres do Egito com idades compreendidas entre os 15 e os 49 anos foram sujeitas a mutilação genital, apesar da prática ser ilegal no país. Em 2016, a lei foi alterada para impor penalidades mais duras aos condenados pela execução do procedimento, fixando a pena mais alta em 15 anos. Aqueles que escoltam vítimas ao procedimento também podem enfrentar penas de prisão de até 3 anos. O número total de egípcios com plano de saúde atingiu 37 milhões em 2009, dos quais 11 milhões são menores, o que fornece cobertura de saúde a aproximadamente 51,6% da população do Egito.

## Cultura

Bibliotheca Alexandrina, construída como uma homenagem a antiga Biblioteca de Alexandria, na segunda maior cidade do país

O Egito é reconhecido por ser um criador de tendências culturais no mundo da língua e da cultura árabe contemporânea, influenciados fortemente pela literatura, música, cinema e televisão egípcia. O país ganhou um papel de liderança regional durante os anos de 1950 e 1960, o que deu um novo impulso duradouro para o estatuto da cultura egípcia no mundo árabe.
A identidade egípcia evoluiu no período de um longo período de ocupação para acomodar o islamismo, o cristianismo e o judaísmo; e uma nova língua, o árabe, e seu falado descendente, o árabe egípcio, que também é baseado em muitas palavras egípcias antigas. O trabalho da estudiosa do início do século XIX, Rifa'a al-Tahtawi, renovou o interesse pela antiguidade egípcia e expôs a sociedade egípcia aos princípios do Iluminismo. Tahtawi cofundou com o reformador da educação Ali Mubarak, uma escola de egiptologia que buscava inspiração nos estudiosos egípcios medievais, como Suiuti e Almacrizi, que estudavam a história, a língua e as antiguidades do Egito.
O renascimento do Egito atingiu o auge no final do século XIX e início do XX, através do trabalho de pessoas como Muhammad Abduh, Ahmed Lutfi el-Sayed, Muhammad Loutfi Goumah, Tawfiq el-Hakim, Louis Awad, Qasim Amin, Salama Moussa, Taha Hussein e Mahmoud Mokhtar. Forjaram um caminho liberal para o Egito, expresso como um compromisso com a liberdade pessoal, o secularismo e a fé na ciência para trazer progresso.

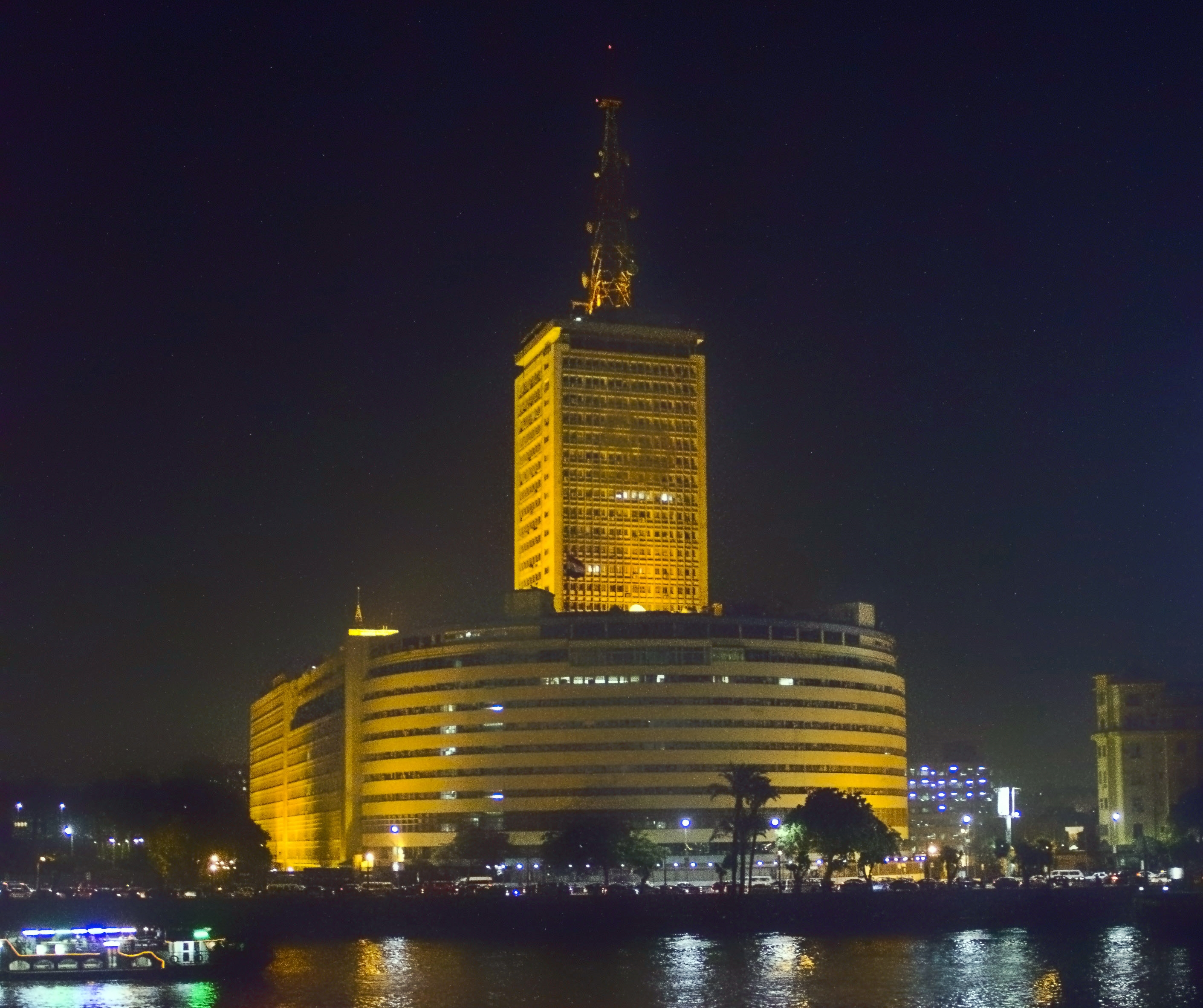
Sede da ERTU no Cairo

### Telecomunicações
A indústria de telecomunicações no Egito começou em 1854 com o lançamento da primeira linha de telegramas do país, que conectava Cairo e Alexandria. A primeira linha telefônica entre as duas cidades foi instalada em 1881.
Os meios de comunicação egípcios são altamente influentes em todo o mundo árabe, atribuídos a grandes audiências e com uma crescente liberdade em relação ao controle do governo. A liberdade de imprensa é garantida na constituição; no entanto, muitas leis ainda restringem este direito. A ERTU é a empresa de radiodifusão pública controlada pelo governo egípcio.
Em setembro de 2018, o Egito ratificou as autoridades que concedem a lei o direito de monitorar os usuários de mídia social no país como parte do fortalecimento dos controles da Internet.

### Artes
|                                                                          |  |                                                                                         |
| A máscara mortuária de Tutancâmon; c. 1 327 a.C.; Museu Egípcio (Cairo). |  | Renascimento do Egito, por Mahmoud Mukhtar (1919-1928), Portão da Universidade do Cairo |

Os egípcios antigos foram uma das primeiras grandes civilizações a codificar elementos de design na arte. A pintura de parede feita a serviço dos faraós seguia um rígido código das regras e significados visuais. A arte egípcia primitiva é caracterizada pela ausência de perspectiva linear, que resulta em um espaço aparentemente plano. Esses artistas costumavam criar imagens com base no que sabiam e não tanto no que viam. Objetos nessas obras geralmente não diminuem de tamanho, pois aumentam a distância e há pouco sombreamento para indicar a profundidade. Às vezes, a distância é indicada através do uso do espaço, onde objetos mais distantes são desenhados mais alto que os objetos próximos, mas na mesma escala e sem sobreposição de formas. Pessoas e objetos quase sempre são desenhados de perfil.
A pintura alcançou sua grande altura na XVII dinastia durante os reinados dos faraós Tutemés IV e Amenófis III. Os primeiros artistas egípcios tinham um sistema para manter as dimensões dentro da arte. Eles usaram um sistema de grade que permitiu que eles criassem uma versão menor do trabalho artístico e, em seguida, ampliavam o design com base na representação proporcional em uma grade maior.
A arte egípcia moderna e contemporânea pode ser tão diversa quanto qualquer obra da cena artística mundial. Alguns nomes conhecidos incluem Mahmoud Mokhtar, Abdel Hadi Al Gazzar, Farouk Hosny, Gazbia Sirry, Kamal Amin, Hussein El Gebaly, Amer Sawsan e muitos outros. Muitos artistas no Egito assumiram a mídia moderna, como a arte digital. Também tem havido uma tendência a usar a World Wide Web como uma saída alternativa para artistas e há uma forte comunidade de Internet focada em arte em grupos que encontraram sua origem comum no Egito.

### Literatura e cinema
|                                                                         |  |                                         |
| Naguib Mahfouz, o primeiro árabe a ganhar um Prêmio Nobel de Literatura |  | Cartaz do filme egípcio Berlanti (1944) |

A literatura egípcia traça seus primórdios ao Antigo Egito e é uma das primeiras literaturas conhecidas. De fato, os egípcios foram a primeira cultura a desenvolver a literatura como a conhecemos hoje, isto é, o livro. É um elemento cultural importante na vida do Egito. Romancistas e poetas egípcios estiveram entre os primeiros a experimentar estilos modernos de literatura árabe e as formas que desenvolveram foram amplamente imitadas em todo o Oriente Médio.
O primeiro romance egípcio moderno, Zaynab, de Muhammad Husayn Haykal, foi publicado em 1913 no vernáculo egípcio. Escritores egípcios incluem Nawal al-Sa'dawi, conhecida por seu ativismo feminista, e Alifa Rifaat, que também escreve sobre mulheres e tradição. A poesia vernacular é talvez o gênero literário mais popular entre os egípcios, representado pelas obras de Ahmed Fouad Negm (Fagumi), Salah Jaheen e Abdel Rahman el-Abnudi. O romancista egípcio Naguib Mahfouz foi o primeiro escritor de língua árabe a ganhar o Prêmio Nobel de Literatura.
O cinema egípcio tornou-se uma força regional com a chegada do som. Em 1936, o Studio Misr, financiado pelo industrial Talaat Harb, emergiu como o principal estúdio egípcio, um papel que a empresa manteve por três décadas. Por mais de 100 anos, mais de 4 000 filmes foram produzidos no Egito, três quartos da produção árabe total. O Egito é considerado o país líder no campo do cinema no Oriente Médio. Atores de todo o mundo árabe procuram aparecer no cinema egípcio por causa da fama. O Festival Internacional de Cinema do Cairo foi classificado como um dos 11 festivais de primeira classe em todo o mundo pela Federação Internacional de Associações de Produtores Cinematográficos.

### Música e dança

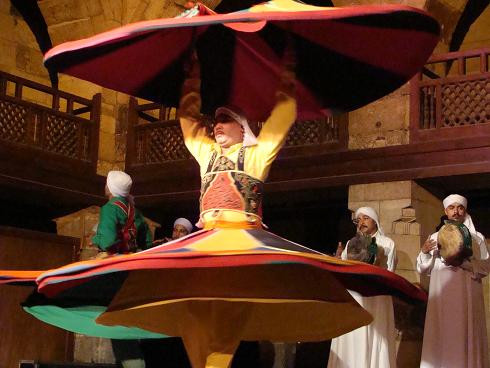
Dançarino sufista no Cairo

A música egípcia é uma rica mistura de elementos indígenas, mediterrâneos, africanos e ocidentais. Tem sido parte integrante da cultura egípcia desde a antiguidade. Os antigos egípcios creditaram a um de seus deuses Hator a invenção da música, que Osíris, por sua vez, usou como parte de seu esforço para civilizar o mundo. Os egípcios usavam instrumentos musicais desde então.
Música egípcia contemporânea traça seu início para o trabalho criativo de pessoas como Abdul Hamuli, Almaz e Mahmoud Osman, que influenciaram o trabalho posterior de Sayed Darwish, Umm Kulthum, Mohammed Abdel Wahab e Abdel Halim Hafez cuja idade é considerada a idade de ouro da música no Egito e em todo o Oriente Médio e Norte da África. Entre os cantores pop egípcios proeminentes contemporâneos estão nomes como o de Amr Diab.[carece de fontes?]
O Egito é frequentemente considerado o lar da dança do ventre. A dança do ventre egípcia tem dois estilos principais — raqs baladi e raqs sharqi. Há também numerosas danças folclóricas e de caráter que podem fazer parte de um repertório de dança do ventre ao estilo egípcio, bem como a moderna dança de rua shaabi, que compartilha alguns elementos com raqs baladi.

### Museus

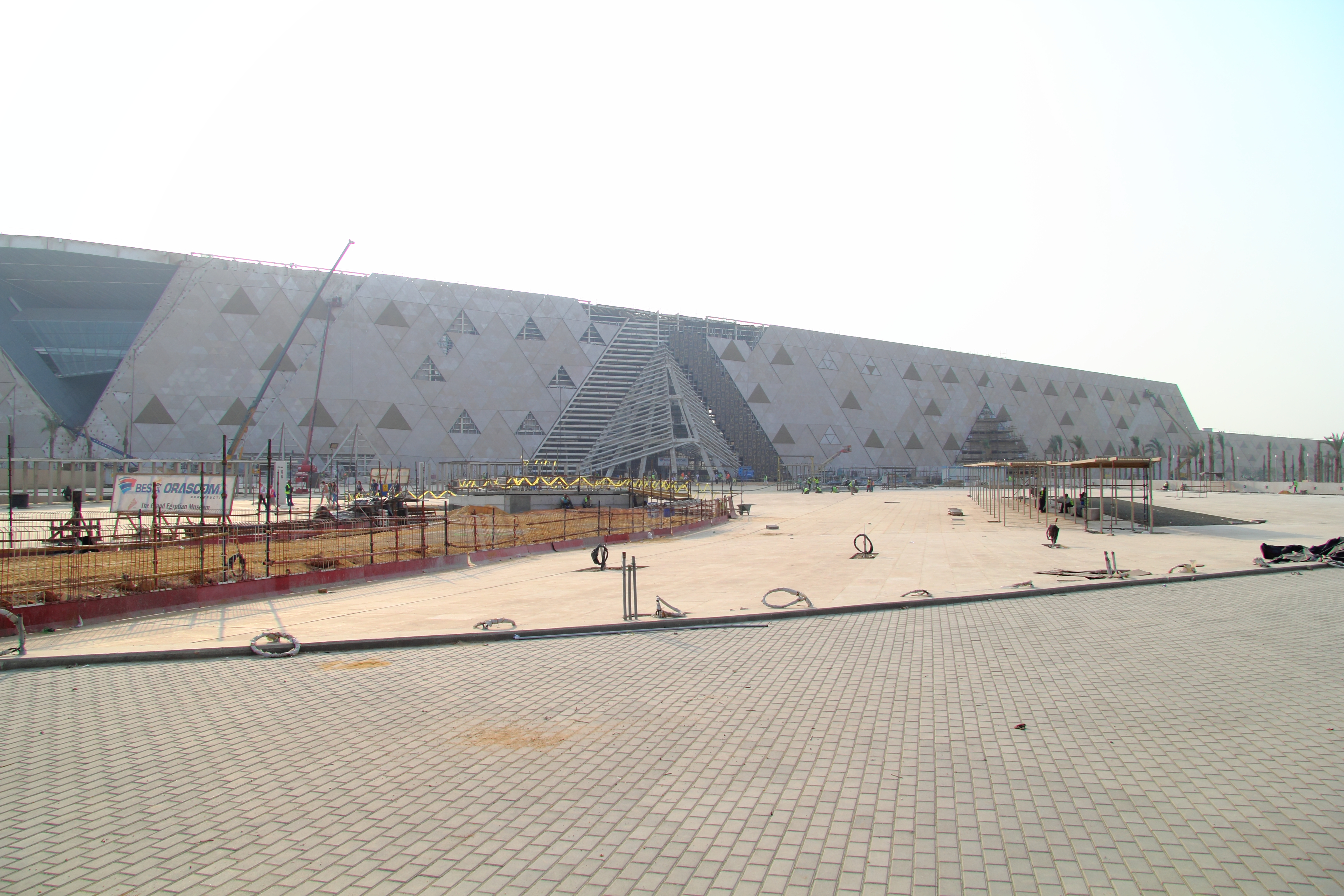
Grande Museu Egípcio, que será completamente inaugurado em 2022

O Egito é o berço de uma das civilizações mais antigas do mundo e tem estado em contato com muitas outras civilizações e nações e passou por tantas eras, desde a pré-história até a era moderna, passando por tantos domínios de faraós, romanos, gregos, islâmicos e muitos outros povos. Devido a essa grande variação de épocas, o contato contínuo com outras nações e o grande número de conflitos pelo qual o Egito passou, vários museus podem ser encontrados no país, cobrindo principalmente uma ampla área dessas idades e conflitos.
O Grande Museu Egípcio (GEM), também conhecido como Museu de Gizé, é um museu em construção que abrigará a maior coleção de artefatos egípcios antigos do mundo, sendo descrito como o maior museu arqueológico do mundo. O museu será inaugurado em 2022, será instalado em um terreno de 50 hectares a aproximadamente 2 km da Necrópole de Gizé e faz parte de um novo plano diretor do planalto.

### Culinária

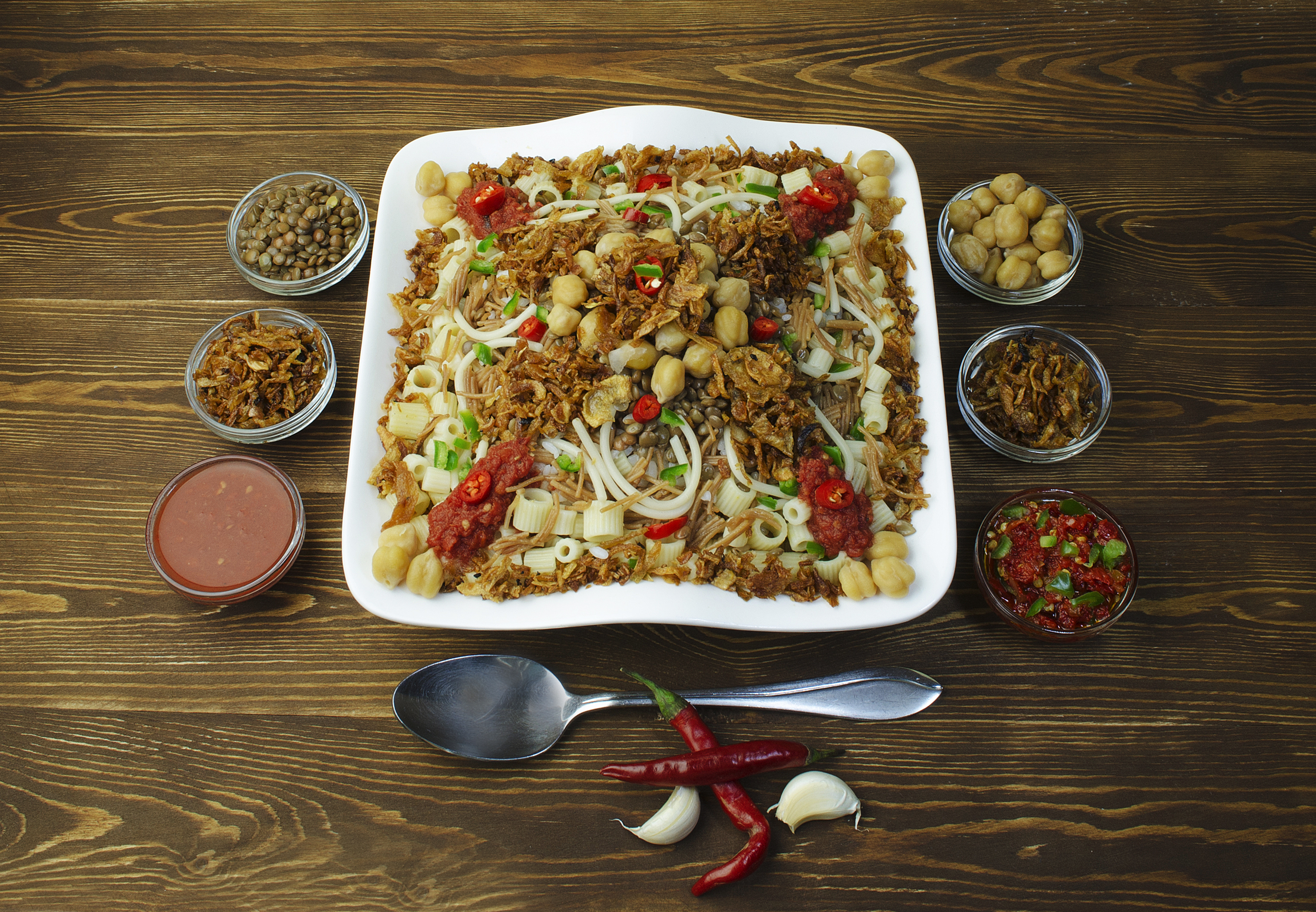
Kushari, um dos pratos nacionais do Egito

A culinária egípcia é particularmente propícia às dietas vegetarianas, pois depende muito de leguminosas e vegetais em geral. Embora a comida em Alexandria e no litoral do Egito tenda a usar uma grande quantidade de peixe e outros frutos do mar, a maior parte da culinária egípcia é baseada em alimentos que crescem fora do solo. A carne tem sido um recurso muito caro para a maioria dos egípcios ao longo da história, então um grande número de pratos vegetarianos foi desenvolvido.
Alguns consideram kushari (uma mistura de arroz, lentilhas e macarrão) como o prato nacional. Cebolas fritas também podem ser adicionadas ao kushari. Além disso, ful medames (fava amassada) são um dos pratos mais populares. O feijão-fava também é usado na fabricação de faláfel (também conhecido como ta'mia), que pode ter se originado no Egito e se espalhado para outras partes do Oriente Médio. Alho frito com coentro é adicionado ao molokhiya, uma popular sopa verde feita de folhas de juta finamente picadas, às vezes com frango ou coelho.

### Esportes
O futebol é o esporte nacional mais popular do Egito. O Dérbi do Cairo é um dos mais ferozes da África e a BBC o escolheu como um dos sete clássicos mais difíceis do mundo. O Al Ahly é o clube de maior sucesso do século XX no continente africano, de acordo com a Confederação Africana de Futebol, seguido de perto por seu rival Zamalek SC. Eles são conhecidos como o "Clube Africano do Século". Com vinte títulos, o Al Ahly é atualmente o clube mais bem sucedido do mundo em termos de troféus internacionais, superando o italiano A.C. Milan e o argentino Boca Juniors, ambos com dezoito.
A Seleção Egípcia de Futebol, conhecida como os "Faraós", venceu a Campeonato Africano das Nações sete vezes, incluindo três vezes consecutivas em 2006, 2008 e 2010. Considerada a equipe nacional africana mais bem-sucedida e que alcançou o top 10 no ranking mundial da FIFA, o Egito se classificou para a Copa do Mundo da FIFA três vezes. Dois gols do craque Mohamed Salah em seu último jogo de qualificação levaram o Egito à Copa do Mundo de 2018.
Em 1999, o Egito sediou o Campeonato Mundial de Handebol Masculino e o sediará novamente em 2021. Em 2001, o time nacional de handebol obteve seu melhor resultado no torneio, alcançando o quarto lugar. O Egito venceu cinco vezes o Campeonato Africano de Handebol Masculino, sendo o melhor time da África. Além disso, também participou dos Jogos do Mediterrâneo em 2013, o Campeonato Mundial de Handebol da Praia em 2004 e os Jogos Olímpicos de Verão da Juventude em 2010. Entre todos os países africanos, o time de basquete nacional do Egito detém o recorde de melhor desempenho na Copa do Mundo de Basquete e nos Jogos Olímpicos de Verão.
Em 19 de setembro de 2014, o Guinness World Records anunciou que o mergulhador egípcio Ahmed Gabr é o novo detentor do título de mergulho de profundidade em águas salgadas. Ahmed estabeleceu um novo recorde mundial quando chegou a uma profundidade de 332,35 m. O feito de 14 horas foi realizado na cidade egípcia de Dahab, no Mar Vermelho, onde ele trabalha como instrutor de mergulho.